# Thời kỳ Khai Sáng

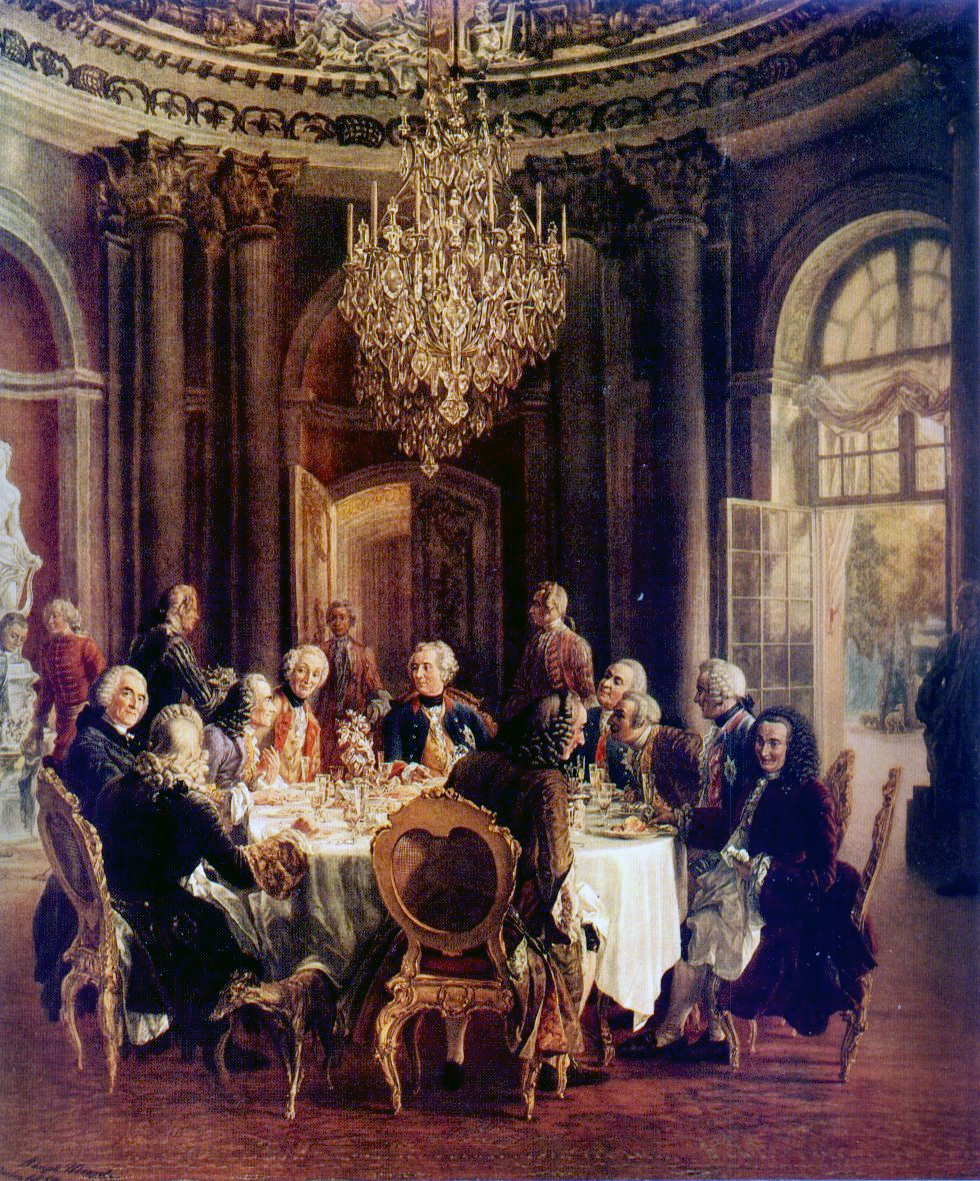
Bức Tranh Die Tafelrunde của họa sĩ Adolph von Menzel. Bữa ăn của Voltaire, cùng vua Phổ Friedrich II Đại Đế và các viện sĩ Viện Hàn lâm Khoa học Berlin.

Phong trào Khai sáng, cũng gọi bằng Phong trào Duy lí, (tiếng Pháp: le Siècle des Lumières; tiếng Anh: the Enlightenment) là phong trào tri thức triết học chi phối tư tưởng châu Âu vào thế kỷ 17 và 18, lấy lý trí, sự theo đuổi hạnh phúc, và tri giác làm nền móng, chủ trương tự do, tiến bộ loài người, khoan dung, bác ái, chính phủ lập hiến, phân lập nhà nước với tôn giáo...
Phong trào Khai sáng thoát thai từ Phong trào nhân văn thời Phục hưng, sau cuộc Cách mạng Khoa học, nối tiếp sự nghiệp của Francis Bacon và những người khác. Thời điểm Phong trào Khai sáng xuất hiện, một số người cho là năm 1637, khi nhà triết học René Descartes đưa ra triết lí Cogito, ergo sum ("tôi tư duy, nên tôi tồn tại"), người khác cho là năm 1687, khi nhà toán học Isaac Newton xuất bản quyển Principia, kết thúc Cách mạng Khoa học. Giới sử học Pháp xưa nay lấy khoảng thời gian giữa lúc Vua Louis XIV chết năm 1715 và lúc Cách mạng Pháp bùng nổ năm 1789 làm thời đại Khai sáng. Hầu hết cho rằng phong trào thoái trào vào đầu thế kỷ 19.
Giới triết học và khoa học bấy giờ phổ biến ý tưởng ở các học viện, chi nhánh hội Tam điểm, phòng họp văn nghệ sĩ, quán cà phê và trong sách vở, tạp chí. Phong trào Khai sáng làm suy yếu các chế độ vua chúa chuyên quyền và Giáo hội Công giáo, mở đường cách mạng chính trị vào thế kỷ 18 và 19. Nhiều phong trào vào thế kỷ 19 như tự do và cổ điển mới lấy Phong trào Khai sáng làm nền móng.
Thời kỳ Khai sáng thường được liên hệ chặt chẽ với cuộc Cách mạng Khoa học, do cả hai phong trào đều nhấn mạnh vào lý tính, khoa học hay sự hợp lý, trong khi phong trào Khai sáng còn tìm cách phát triển hiểu biết có hệ thống về các quy luật tự nhiên và thần học. Phong trào bắt nguồn từ cuộc cách mạng tri thức khởi đầu bởi Galileo và Newton, trong một bầu không khí ngày càng kém thiện cảm với quyền lực áp chế, trong những khám phá về cá nhân, xã hội, và nhà nước, các nhà tư tưởng Khai sáng tin rằng có thể áp dụng tư duy có hệ thống cho mọi lĩnh vực của hoạt động con người và đưa nó vào hoạt động nhà nước. Những người đi đầu phong trào tin rằng họ sẽ dẫn thế giới vào một thời đại mới của nhân tính, lý tính và tự do từ một thời kỳ dài đầy nghi ngờ, phi lý, mê tín dị đoan, và độc tài mà họ gọi là Thời kỳ Đen Tối  (Dark Ages). Phong trào Khai sáng đi kèm với thời kỳ cổ điển và baroque trong âm nhạc và thời kỳ tân cổ điển trong nghệ thuật; thời hiện đại chú ý đến phong trào Khai sáng như là một trong những mô hình trung tâm cho nhiều phong trào thời hiện đại. Phong trào đã góp phần tạo ra nền tảng tư tưởng cho Cách mạng Mỹ và Cách mạng Pháp, Phong trào độc lập Mỹ La Tinh, và Hiến pháp Ba Lan ngày 3 tháng 5; góp phần dẫn tới sự trỗi dậy của chủ nghĩa tự do cổ điển, dân chủ, và chủ nghĩa tư bản.
Phong trào Khai sáng chỉ xảy ra tại Đức, Pháp, Anh, và Tây Ban Nha, nhưng tầm ảnh hưởng của nó lan xa hơn. Nhiều người trong số những người khai sinh ra Hợp chúng quốc Hoa Kỳ đã chịu ảnh hưởng lớn bởi các tư tưởng của thời kỳ Khai sáng, đặc biệt trong lĩnh vực tôn giáo (Thuyết thần giáo tự nhiên) và trong lĩnh vực chính trị với Hiến pháp Hoa Kỳ, Tuyên ngôn nhân quyền Hoa Kỳ (Bill of rights), cùng với Tuyên ngôn về nhân quyền và dân quyền của Pháp.

## Triết học
Triết học Khai sáng là một phong trào quan trọng của triết học thế kỷ 18, với trọng tâm là niềm tin và lòng mộ đạo. George Berkeley, một trong những nhà triết học nổi bật của phong trào này, đã cố gắng chứng minh một cách hợp lý về sự tồn tại của một thực thể tối cao. Bên cạnh các học thuyết chính trị, lòng mộ đạo và niềm tin trong thời kỳ này là một phần không thể thiếu của sự khám phá về triết học tự nhiên và luân lý học. Tuy nhiên, các nhà triết học Khai sáng nổi bật như Thomas Paine, Voltaire, Jean-Jacques Rousseau, Immanuel Kant và David Hume đặt vấn đề và tấn công các thể chế hiện có của cả Giáo hội và Nhà nước. Do chỉ trích chính phủ và giáo hội Pháp, nhà triết học vĩ đại Voltaire đã hai lần chịu kiếp tù đày. Thế kỷ 19 còn chứng kiến sự tiếp tục xuất hiện của các tư tưởng duy nghiệm và ứng dụng của chúng trong kinh tế chính trị, chính phủ và các khoa học như vật lý học, hóa học, và sinh học.

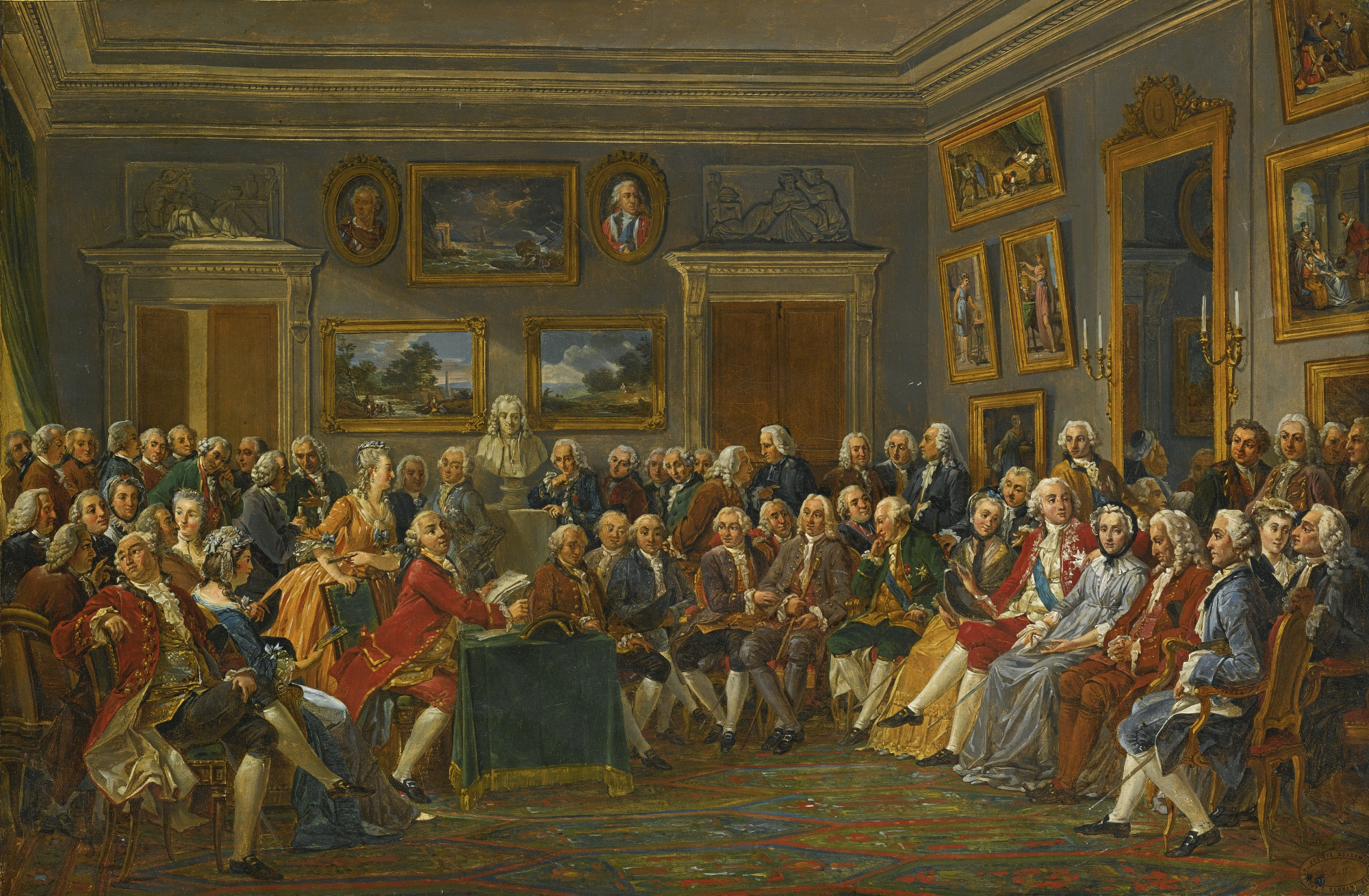
Buổi đọc vở bi kịch Trẻ mồ côi Trung Quốc trong phòng bà Geoffrin, hoạ sĩ Lemonnier. (Note: Hàng sau, từ trái sang phải: Jean-Baptiste-Louis Gresset, Pierre de Marivaux, Jean-François Marmontel, Joseph-Marie Vien, Antoine Léonard Thomas, Charles Marie de La Condamine, Guillaume Thomas François Raynal, Jean-Jacques Rousseau, Jean-Philippe Rameau, La Clairon, Charles-Jean-François Hénault, Étienne François, duc de Choiseul, a bust of Voltaire, Charles-Augustin de Ferriol d'Argental, Jean François de Saint-Lambert, Edmé Bouchardon, Jacques-Germain Soufflot, Jean-Baptiste Bourguignon d'Anville, Anne Claude de Caylus, Fortunato Felice, François Quesnay, Denis Diderot, Anne-Robert-Jacques Turgot, Baron de Laune, Chrétien Guillaume de Lamoignon de Malesherbes, Armand de Vignerot du Plessis, Pierre Louis Maupertuis, Jean-Jacques Dortous de Mairan, Henri François d'Aguesseau, Alexis Clairaut.
Hàng trước, từ phải sang trái: Montesquieu, Sophie d'Houdetot, Claude Joseph Vernet, Bernard Le Bouyer de Fontenelle, Marie-Thérèse Rodet Geoffrin, Louis François, Prince of Conti, Marie Louise Nicole Élisabeth de La Rochefoucauld, Duchesse d'Anville, Philippe Jules François Mancini, François-Joachim de Pierre de Bernis, Claude Prosper Jolyot de Crébillon, Alexis Piron, Charles Pinot Duclos, Claude-Adrien Helvétius, Charles-André van Loo, Jean le Rond d'Alembert, Lekain at the desk reading aloud, Jeanne Julie Éléonore de Lespinasse, Anne-Marie du Boccage, René Antoine Ferchault de Réaumur, Françoise de Graffigny, Étienne Bonnot de Condillac, Bernard de Jussieu, Louis-Jean-Marie Daubenton, Georges-Louis Leclerc, Bá tước xứ Buffon.)

Châu Âu đã bị tàn phá bởi các cuộc chiến tranh tôn giáo; khi hòa bình đã được khôi phục, sau Hiệp ước Westphalia và cuộc Nội chiến Anh, một cuộc nổi dậy của trí thức đã lật đổ niềm tin được chấp nhận rộng rãi rằng những điều huyền bí và mặc khải là những nguồn chính yếu cho tri thức và học vấn—người ta cho đây là điều đã khơi mào cho sự bất ổn định về chính trị. Thay vào đó, (theo những người chia đôi hai thời kỳ), Thời đại Lý tính tìm cách thiết lập một nền triết học tiên đề và chủ nghĩa chuyên chế để làm nền móng cho tri thức và sự ổn định. Trong các tác phẩm của Michel de Montaigne và René Descartes, nhận thức luận được dựa trên chủ nghĩa kinh nghiệm cực đoan và sự tìm hiểu sâu về bản chất của "tri thức". Mục đích của một hệ thống triết học dựa trên các tiên đề hiển nhiên đã đạt đến đỉnh cao với tác phẩm Luân lý học của Baruch Spinoza, cuốn sách đào sâu một cách nhìn phiếm thần về vũ trụ, nơi Chúa trời và Thiên nhiên là một. Tư tưởng này sau đó đã trở thành trung tâm cho thời Khai sáng, từ Newton tới Jefferson.

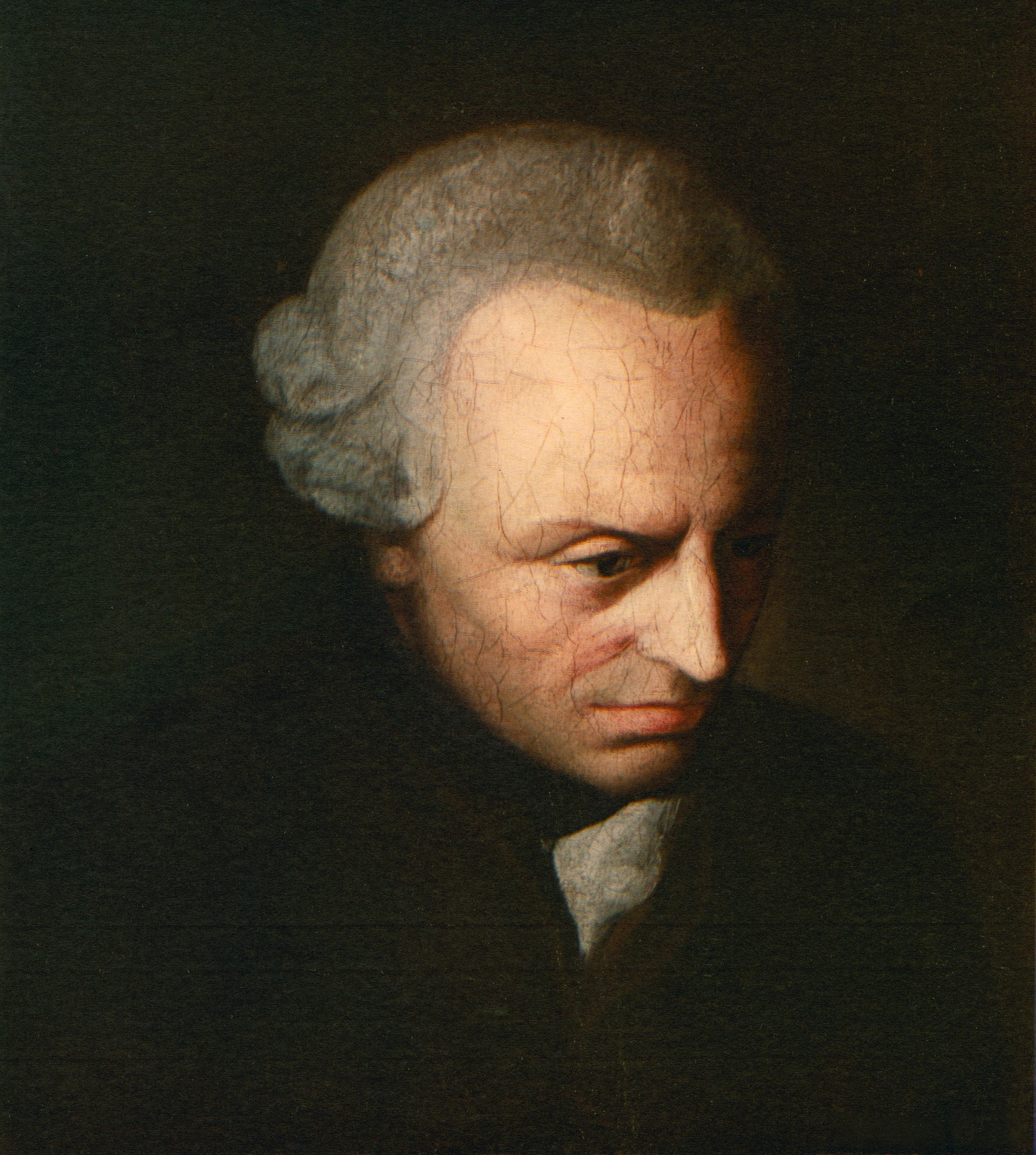
Nhà triết học Đức Immanuel Kant

Thời kỳ Khai sáng nối tiếp Thời đại Lý tính (nếu được coi là một thời kỳ ngắn) hay thời Phục hưng và phong trào Kháng cách (nếu được coi là một thời đại dài). Các ranh giới của thời Khai sáng phủ phần lớn thế kỷ 17, dù một số người gọi thời kỳ trước đó là "Thời đại Lý tính" (The Age of Reason). Sau thời Khai sáng là thời kì Lãng mạn. Từ năm 1789, phong trào Cách mạng Pháp bùng nổ, các tác phẩm của Voltaire và Rousseau ảnh hưởng rất lớn đến nhân dân Pháp. Voltaire ủng hộ các văn sĩ phê phán Giáo hội và Quốc vương Pháp đương thời. Ông viết bài thơ ca ngợi chủ nghĩa anh hùng, những cuốn sử xuất sắc... Ông cũng coi trọng quyền công dân thế giới, đề cao một chính quyền trung ương dựa trên nền tảng của sự tự do. Rousseau đã kêu gọi đưa loài người trở về với tự nhiên, bị Voltaire bỉ bác.
Các tư tưởng của Pascal, Leibniz, Galileo và các triết gia khác của thời kỳ trước cũng đóng góp và có ảnh hưởng lớn đến thời Khai sáng; ví dụ, theo E. Cassirer, tác phẩm On Wisdom của Leibniz đã "... chỉ ra khái niệm trung tâm của thời Khai sáng và phác ra khung lý thuyết của nó" (Cassirer 1979: 121–123). Có một làn sóng các thay đổi trong tư duy châu Âu, điển hình là triết học tự nhiên của Newton, đó là sự kết hợp giữa ngành toán học của các chứng minh bằng tiên đề với ngành cơ học của các quan sát vật lý, một hệ thống gắn kết của các phán đoán kiểm chứng được, nó đã bắt nhịp cho những gì nối tiếp Philosophiae Naturalis Principia Mathematica của Newton vào thế kỷ sau.
Thời kỳ Khai sáng còn có nhà triết học Pháp Claude Adrien Helvétius. Là một nhà triết học tiến bộ, ông nghiên cứu về hạnh phúc của loài người. Ông cho rằng, hạnh phúc lớn lao của con người là dựa trên nền giáo dục, và một bộ luật xuất sắc. Ông cũng tôn trọng môi trường.
Thuyết duy lý của René Descartes đặt nền tảng cho tư tưởng Khai sáng. Descartes đưa ra phương pháp nghi ngờ để tìm chân lí triết học, dẫn tới thuyết hai nguyên, chủ trương tách con người làm thân và tâm. Phương pháp nghi ngờ của ông được John Locke và David Hume chấp nhận cải tiến. Tuy nhiên, thuyết hai nguyên bị Spinoza phản đối.
Jonathan Israel nhận định, xung đột giữa Descartes và Spinoza tạo ra hai luồng tư tưởng Khai sáng riêng biệt: tư tưởng ôn hoà của Descartes, Locke, và Christian Wolff, cố gắng điều hoà cải cách và truyền thống; và tư tưởng cấp tiến nổi lên từ triết lý Spinoza, ủng hộ dân chủ, tự do cá nhân, tự do ngôn luận, và bài trừ ảnh hưởng tôn giáo. Phái ôn hoà thì thường tin vào thần tự nhiên, phái cấp tiến thì chủ trương loại bỏ hoàn toàn tôn giáo khỏi đạo đức. Cả ôn hoà lẫn cấp tiến, phe Phản Khai sáng đều phản đối, cố gắng khôi phục tín ngưỡng.
Ở Pháp, giới triết học Khai sáng chủ trương tự do cá nhân và lòng khoan dung ngoại giáo, chống lại quyền lực vô hạn của vua chúa châu Âu và giáo điều của Giáo hội Công giáo. Nhà văn thiên tài Pháp Voltaire nổi tiếng là một người chỉ trích việc áp đặt tôn giáo truyền thống, đồng thời là nhà triết học và nhà sử học văn hóa, được vị vua kiệt xuất của nước Phổ lúc ấy là Friedrich II Đại vương rất ưa chuộng. Giữa thế kỷ 18, Paris trở thành trung tâm hoạt động triết học khoa học thách thức các giáo lí và giáo điều truyền thống. Voltaire và Jean-Jacques Rousseau dẫn dắt phong trào, chủ trương lấy lý trí thay vì đức tin, giáo lí Công giáo làm nền móng xã hội, như ở Hy Lạp cổ đại, xây dựng trật tự mới dựa trên luật tự nhiên, và tìm hiểu sự vật bằng thí nghiệm, quan sát. Nhà triết học chính trị Montesquieu chủ trương chia chính quyền cho các cơ quan khác nhau, ảnh hưởng lớn Hiến pháp Hoa Kỳ. Mặc dù không có ý phát động cách mạng và phần lớn thuộc về giai cấp quý tộc, giới triết học Khai sáng của Pháp một phần làm suy yếu Chế độ cũ và định hình Cách mạng Pháp.
Nhà triết học đạo đức Francis Hutcheson định nghĩa đức hạnh theo thuyết vị lợi là thứ mang lại "nhiều hạnh phúc nhất cho nhiều người nhất". Hai học trò của ông là David Hume và Adam Smith đặt ra phương pháp khoa học và một số ý kiến hiện nay về quan hệ giữa khoa học và tôn giáo. Hume ảnh hưởng lớn triết lý kinh nghiệm và hoài nghi.

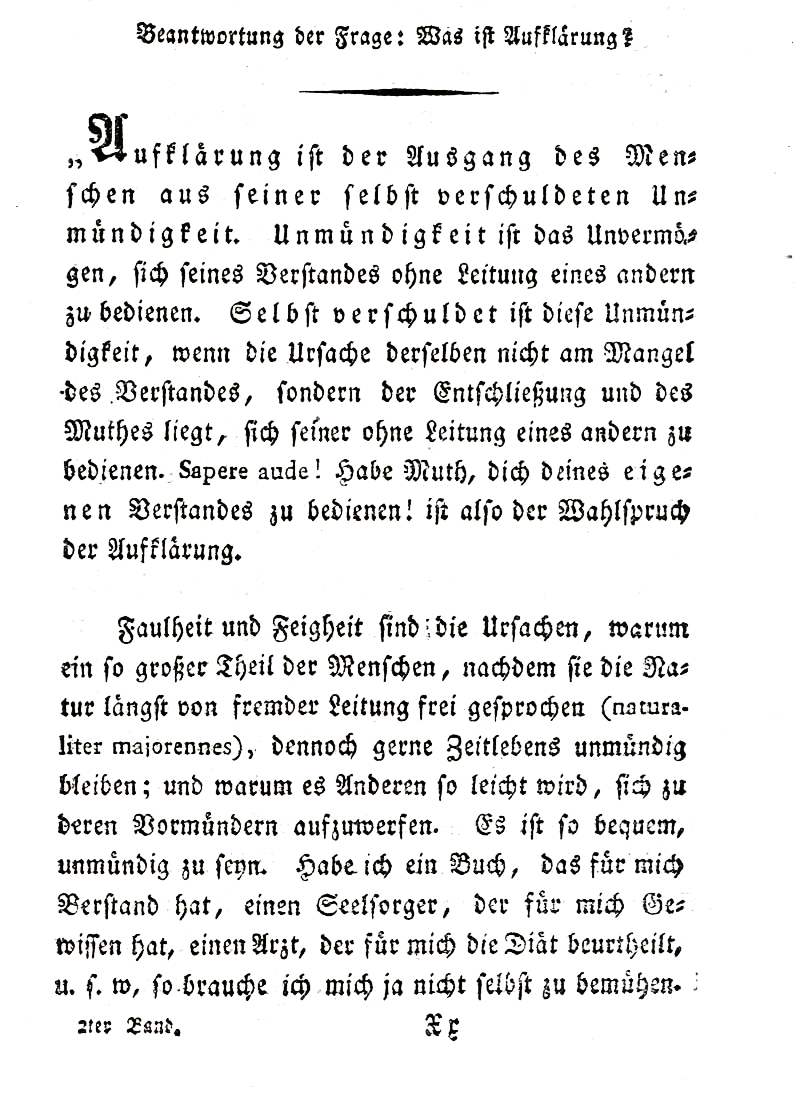
"Khai sáng là gì?"

Phong trào Khai sáng đặt nặng phương pháp khoa học làm cách tăng thêm kiến thức và thuyết giản hoá làm cách phân tích các hiện tượng trên đời. Ngoài ra, chủ trương không chấp nhận mù quáng các tín điều chính thống, tỏ ra trong cụm từ Sapere aude ("dám biết") trong bài luận Trả lời câu hỏi: Khai sáng là gì? của nhà triết học Đức Immanuel Kant (1724–1804). Immanuel Kant viết về bản chất của trào lưu Khai sáng với luận văn nổi tiếng "Trả lời câu hỏi: Khai sáng là gì?". Immanuel Kant định nghĩa:
| “ | KHAI SÁNG LÀ SỰ THOÁT LY CỦA CON NGƯỜI RA KHỎI TÌNH TRẠNG VỊ THÀNH NIÊN DO CHÍNH CON NGƯỜI GÂY RA. VỊ THÀNH NIÊN là sự bất lực không thể vận dụng trí tuệ của mình một cách độc lập mà không cần sự chỉ đạo của người khác. Tình trạng vị thành niên này là do TỰ MÌNH GÂY RA, một khi nguyên nhân của nó không phải do sự thiếu sót trí tuệ, mà do sự thiếu sót tính cương quyết và lòng can đảm, dám tự mình dùng trí tuệ phục vụ cho mình mà không cần đến sự chỉ đạo của người khác. Sapere aude ! Hãy có can đảm tự sử dụng trí tuệ CỦA CHÍNH MÌNH! đó là câu phương châm của Khai sáng. | ” |

Immanuel Kant cố gắng dung hòa lý trí và tôn giáo, tự do cá nhân và quyền lực nhà nước. Triết lý Kant định hình tư tưởng Đức nói riêng và châu Âu nói chung cho đến thế kỷ 20.
Mary Wollstonecraft là một trong những nhà triết học nữ quyền đầu tiên ở Anh, chủ trương xây dựng xã hội dựa trên lý tính, đối xử nam nữ bình đẳng. Tác phẩm nổi tiếng của bà là A Vindication of the Rights of Woman ("Biện hộ nữ quyền"), xuất bản năm 1792.

## Khoa học
Khoa học ảnh hưởng nặng tư tưởng Khai sáng. Nhiều nhà văn và nhà tư tưởng thời Khai sáng nghiên cứu khoa học và xem khoa học tiến bộ là tự do ngôn luận tư tưởng tiến bộ, tôn giáo và chế độ cũ lùi bước. Tiến bộ khoa học có nhà hoá học Joseph Black tìm ra carbon dioxide, nhà địa chất học James Hutton chủ trương Trái Đất già hơn ước tính bấy giờ rất nhiều, và James Watt phát minh động cơ hơi nước ngưng tụ. Lavoisier thì tạo ra nhà máy hoá chất hiện đại đầu tiên ở Paris, anh em nhà Montgolfier thì đi khí cầu thành công vào ngày 21 tháng 11 năm 1783.
Nhà toán học Leonhard Euler (1707–1783) phát triển nhiều ngành toán học, đóng góp tiến bộ lớn cho phân tích, lý thuyết số, hình học tô pô, toán học tổ hợp, lý thuyết đồ thị, đại số, hình học, v.v... Toán học ứng dụng thì đóng góp cơ bản cho cơ học, thủy lực học, âm học, quang học, và thiên văn học. Ban đầu, ông làm việc ở Viện Khoa học Hoàng gia tại St.Petersburg (1727–1741), sau đó đến Học viện Khoa học Hoàng gia Phổ ở Berlin (1741–1766), rồi trở lại St.Petersburg (1766–1783).
Nói chung, khoa học Khai sáng rất coi trọng chứng cứ và lý trí để tìm hiểu sự vật, gắn liền hai vật với lý tưởng tiến bộ. Khoa học, bấy giờ gọi bằng triết học tự nhiên, chia thành vật lý và một ngành nghiên cứu bao gồm hoá học và tự nhiên học, là giải phẫu học, sinh học, địa chất, khoáng vật học, và động vật học. Không phải ai cũng khen ngợi khoa học: Rousseau chê khoa học ngăn cách loài người với thiên nhiên và không làm cho người được sung sướng hơn. Trong thời kỳ Khai sáng, học hội và học viện khoa học hạ bệ trường đại học làm trung tâm nghiên cứu phát triển khoa học chính, cũng là nơi nuôi dưỡng các ngành nghề khoa học. Bên cạnh đó, dân chúng ngày càng biết chữ, kiến thức khoa học ngày càng phổ biến. Giới tri thức đưa ra công chúng nhiều lý thuyết khoa học, nhất là quyển Encyclopédie và thuyết Newton. Một số nhà sử học nhận xét, lịch sử khoa học thì thế kỷ 18 chẳng có gì đặc sắc. Tuy nhiên, y học, toán học, và vật lý thì có tiến bộ đáng kể; phân loại sinh học thì hình thành; từ tính và điện thì có thuyết mới; hoá học thì trưởng thành làm ngành học riêng, đặt nền móng hoá học hiện nay.
Học viện và học hội khoa học mọc lên làm nơi tạo ra kiến thức khoa học, cạnh tranh với phương pháp kinh viện của trường đại học. Tuy một số học hội có liên lạc các trường đại học, sách vở bấy giờ phân biệt công việc của hai tổ chức: trường đại học là nơi truyền tải kiến thức, học hội là nơi tạo ra kiến thức. Trường đại học dần dần nhường vai trò nghiên cứu khoa học có tổ chức cho học hội khoa học. Chính phủ các nước lập học hội khoa học để cung cấp kiến thức chuyên môn. Hầu hết các học hội được quyền trông coi việc in ấn, quyết định cách bầu chọn hội viên mới, và quản lí công việc nội bộ. Sau năm 1700 thì có số lượng lớn các học viện và học hội nhà nước được thành lập ở châu Âu; đến năm 1789, có hơn 70 hiệp hội khoa học chính thức. Bernard de Fontenelle gọi thế kỷ 18 là "Thời đại Học viện".
Khoa học cũng bắt đầu thấm vào thơ ca văn chương. Một số bài thơ thì dùng ẩn dụ và hình tượng, những bài khác thì trỏ thẳng chủ đề khoa học. Ngài Richard Blackmore đem thuyết Newton vào câu thơ trong bài Creation, a Philosophical Poem in Seven Books (1712). Sau khi Newton mất vào năm 1727 thì các nhà thơ sáng tác để vinh danh ông trong nhiều thập kỷ. James Thomson (1700–1748) viết bài "Poem to the Memory of Newton", vừa tiếc thương Newton qua đời, vừa ca ngợi sự nghiệp khoa học và di sản của ông.

## Xã hội học, kinh tế học, luật học

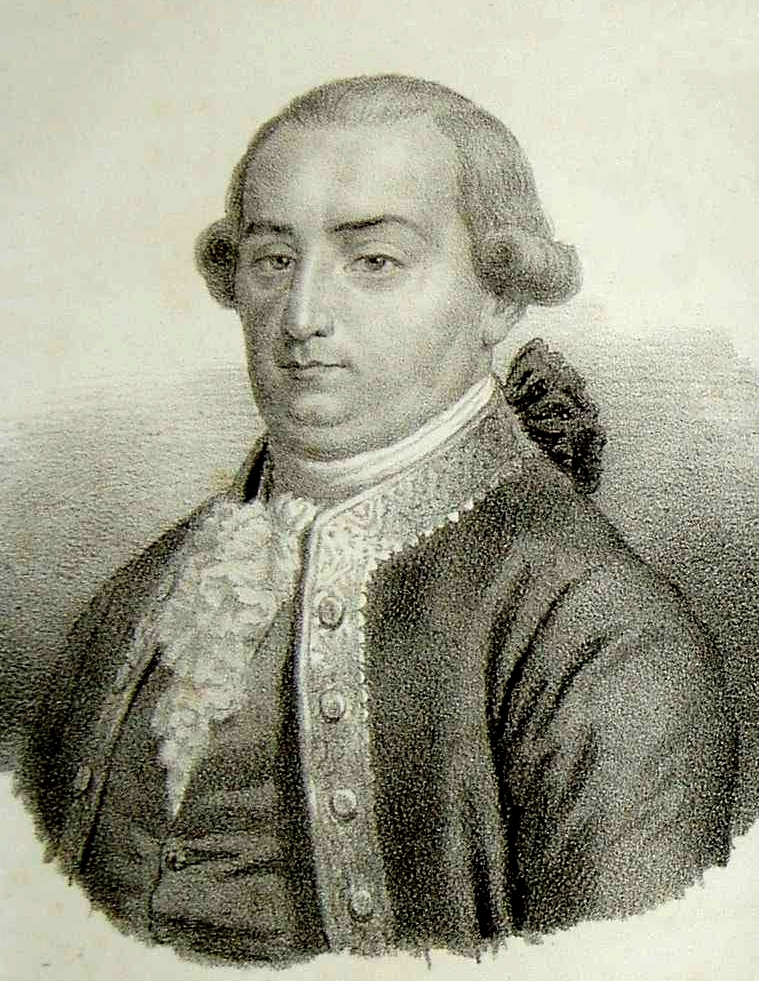
Cesare Beccaria, cha đẻ của thuyết tội phạm kinh điển (1738–1794)

Hume và các nhà tư tưởng Khai sáng Scotland khác đưa ra ngành khoa học nghiên cứu con người, cách sống của loài người trong xã hội cổ đại sơ khai, và ảnh hưởng của tư tưởng hiện đại, dựa trên công trình của các tác giả như James Burnett, Adam Ferguson, John Millar, và William Robertson, đặt nền móng cho xã hội học hiện nay. Triết lý của Hume tác động James Madison (gián tiếp Hiến pháp Hoa Kỳ) và được Dugald Stewart phổ biến, trở thành nền móng của chủ nghĩa tự do cổ điển.
Năm 1776, Adam Smith xuất bản quyển Của cải của các quốc gia, thường được coi là tác phẩm đầu tiên về kinh tế học, ảnh hưởng chính sách kinh tế của Anh ngay vào thế kỷ 21, chịu ảnh hưởng bản thảo quyển Reflections on the Formation and Distribution of Wealth của nhà kinh tế học Pháp Anne-Robert-Jacques Turgot. Smith thừa nhận mắc nợ Turgot và có thể đã dịch bản tiếng Anh thứ nhất của quyển sách.
Năm 1764, nhà tội phạm học Cesare Beccaria xuất bản kiệt tác Dei delitti e delle pene ("Bàn tội và hình phạt"), được dịch ra 22 thứ tiếng, lên án tra tấn và hình phạt chết, đặt nền móng ngành hình phạt học. Nhà luật học Francesco Mario Pagano là chuyên gia quốc tế về luật hình sự.

## Chính trị học
Xưa nay, Phong trào Khai sáng được khen ngợi là đặt nền móng của văn hóa chính trị và trí thức phương Tây. Các nhà nghiên cứu như Robert Darnton, Roy Porter, và Jonathan Israel nhận định, Phong trào Khai sáng phổ biến khái niệm dân quyền và tạo ra các nước dân chủ hiện nay.

### Thuyết tổ chức chính quyền
Thuyết khế ước xã hội chi phối tư tưởng chính trị thời Khai sáng. Nhà triết học người Anh Thomas Hobbes mở ra tranh luận về nền móng của chính quyền trong tác phẩm Leviathan, xuất bản năm 1651. Hobbes cũng đặt ra một số nguyên tắc cơ bản của tư tưởng tự do châu Âu: mọi người đều có quyền lợi cả; mọi người đều vốn bình đẳng cả; mọi chế độ chính trị đều do con người tạo ra cả, không sẵn có; chính quyền mà chính đáng thì phải được người dân chấp nhận; và mọi người được tự do làm bất cứ việc nào pháp luật không cấm.

Giống những nhà triết học Khai sáng khác, Rousseau chỉ trích ngành buôn bán nô lệ Đại Tây Dương.

Cả Locke lẫn Rousseau đều chủ trương thuyết khế ước xã hội. Tuy có quan điểm khác nhau, Locke, Hobbes, và Rousseau đồng ý rằng con người cần phải lập khế ước xã hội, chấp nhận người khác trị, để chung sống dưới pháp luật. Locke và Rousseau trái ý về nguồn gốc của khế ước. Locke thì cho rằng con người vốn sinh ra bình đẳng, có lý trí, quyền sống, tự do, sở hữu tài sản, tuân theo luật tự nhiên, nhưng họp thành xã hội để bảo vệ quyền lợi thông qua cơ quan phân xử chung, như toà án, vì luôn luôn có người làm trái luật tự nhiên, gây xung đột nan giải nếu không có người thứ ba. Rousseau thì cho rằng "người tự nhiên" vốn tự túc, nhưng vì quyền sở hữu riêng dẫn tới bất bình đẳng tiền bạc của cải, vào xã hội để vừa giữ gìn hoà bình vừa giữ gìn quyền lợi, họp thành công ý có quyền làm luật cho mọi công dân.
Locke nổi tiếng chủ trương mọi người đều có quyền "sống, tự do, sở hữu tài sản" và quan điểm quyền có tài sản bắt nguồn từ lao động. Lý thuyết của Locke ảnh hưởng nhiều văn kiện chính trị, như Tuyên ngôn Độc lập của Hoa Kỳ và Tuyên ngôn Quyền Con người và Công dân của Pháp.
Giới tri thức Khai sáng cho rằng mô hình khế ước là nền móng của cơ chế thị trường và chủ nghĩa tư bản, phương pháp khoa học, lòng khoan dung ngoại giáo, và chế độ cộng hoà dân chủ.
Không phải ai cũng theo thuyết khế ước xã hội. Hume trỏ ra, trên thế giới chẳng có nhiều chính phủ lấy ý dân làm gốc, trên thật tế người dân "chấp nhận" bị trị chính là vì bị chính quyền cưỡng bách. Ferguson chủ trương giống vậy, nhà nước không phải do công dân "kí" khế ước thành lập, mà là một giai đoạn phát triển của xã hội.
Tư tưởng Khai sáng dần dần ảnh hưởng tín hữu. Giáo Hữu và Tin Lành ở Anh và Hoa Kỳ nay lên án chế độ nô lệ là "trái tôn giáo chúng ta", là "tội ác trước mặt Chúa", thuyết phục nhiều người ở Anh rằng chế độ nô lệ "không chỉ xấu và lãng phí, mà còn tổn hại sự nghiệp chính trị." Sau cùng, tư tưởng bãi nô theo tôn giáo khiến cho Anh và Hoa Kỳ thủ tiêu chế độ nô lệ.

### Chuyên chế minh quân

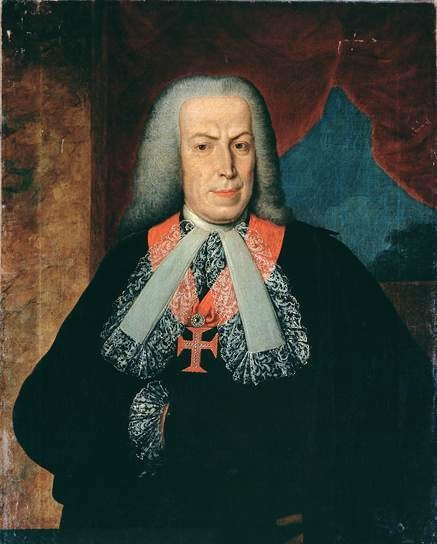
Marquis de Pombal cầm đầu chính phủ Bồ Đào Nha, tiến hành cải cách kinh tế xã hội toàn diện (thủ tiêu chế độ nô lệ, làm suy yếu Toà thẩm giáo, đặt nền móng hệ thống giáo dục thế tục, và sửa lại chế độ thuế)

Các nhà tư tưởng chính của Phong trào Khai sáng không ủng hộ dân chủ lắm, thường chuộng để cho vua chúa tiến hành các cải cách Khai sáng. Voltaire ghét chính thể dân chủ, chủ trương một ông vua khai sáng, nắm hết mọi quyền hành, hành động theo lý trí và công lý, tức là một ông "triết quân".

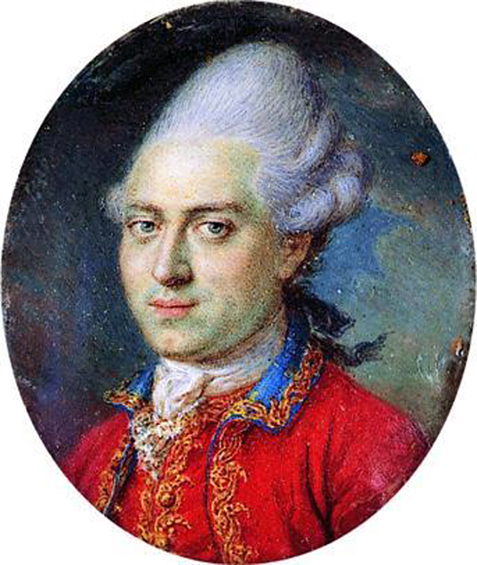
Thủ trưởng Đan Mạch Johann Struensee ủng hộ cải cách xã hội, bị hành quyết công khai vào năm 1772 vì tiếm đoạt vương quyền

Một số nước mời những nhà tư tưởng Khai sáng chủ đạo lại triều đình giúp cải cách tăng cường đất nước. Lãnh tụ các nước này, giới sử học gọi là "minh quân", có Đại đế Frederick Phổ, Đại đế Catherine Nga, Leopold II Tuscany, và Joseph II Áo. Thủ trưởng Marquês de Pombal Bồ Đào Nha và Johann Friedrich Struensee Đan Mạch cũng trị nước theo tư tưởng Khai sáng. Không phải nước nào cũng thành công. Ở Áo, Joseph cải cách quá nhanh, quá nhiều phạm vi, quá bất cẩn, không được lòng dân, sau cùng gần như mọi hạng cải cách đều bị xoá bỏ. Ở Ba Lan, bộ hiến pháp năm 1791 được viết theo tư tưởng Khai sáng, song chỉ có hiệu lực được một năm trước khi Ba Lan bị các nước láng giềng chia cắt sáp nhập. Tuy nhiên, Phong trào Khai sáng để lại các thành tựu văn hoá, giữ vững tinh thần dân tộc Ba Lan.
Đại đế Frederick Phổ tự nhận là lãnh tụ của Phong trào Khai sáng và tài trợ các nhà triết học khoa học ở triều đình tại Berlin. Trước đó bị chính phủ Pháp bắt giam ngược đãi, Voltaire chẳng ngần ngại chấp nhận lời mời của Frederick đến sống ở cung điện ông. Frederick giải thích lí do ông tiếp đãi giới triết học khoa học: "Cái chính là tôi muốn diệt bỏ ngu dốt, phá vỡ thành kiến... khai sáng trí óc, hàm dưỡng đức tính, và làm cho người dân được sung sướng đúng với bản chất con người, sẽ đem hết sức ra thật hiện".
Chủ nghĩa Khai sáng chuyên chế trở thành một nhận thức mới về Nhà nước trong thời kỳ đó. Quốc vương Friedrich II Đại Đế (1712 - 1786), trị vì nước Phổ từ năm 1740 cho đến năm 1786, có lẽ là vị vua sáng suốt nhất trong thời đại Khai sáng. Ông là một vị vua - triết gia, thực hiện chủ nghĩa Khai sáng chuyên chế, và ân xá ngay cho nhà triết học tiến bộ Christian von Wolff của trào lưu Khai sáng - một danh sĩ từng bị tiên vương Friedrich Wilhelm I kết án. Nước Phổ lớn mạnh, tại chốn kinh kỳ Berlin, trào lưu Khai sáng nở rộ, với nhiều danh sĩ lỗi lạc. Vị vua vĩ đại hay ngự ở cung điện Sanssouci tại thành phố Potsdam - miền cực lạc của các nhà triết học, theo Voltaire. Thời đại Khai sáng còn nổi bật trong lịch sử Do Thái giáo, có lẽ là vì mối liên hệ của nó với sự chấp nhận ngày càng tăng của xã hội một số nước Tây Âu đối với người Do Thái. Trong cuộc Chiến tranh Bảy năm (1756 - 1763) giữa nước Phổ và nhiều nước láng giềng, Quốc vương Friedrich II Đại Đế đã trọng dụng những chuyên gia kinh tế người Do Thái. Không những vậy, ông còn thực hiện chính sách tự do tôn giáo; nhưng do các giáo sĩ Công giáo đã vài lần mưu phản trong cuộc Chiến tranh Bảy năm, sau chiến thắng, ông giảm bớt chính sách này. Song, trong lúc ấy, nước Phổ vẫn là quốc gia Kháng Cách tự do nhất đối với tín đồ Công giáo trên toàn cõi châu Âu.
Vốn có tư tưởng nhân văn, ông là độc giả của đại văn hào Voltaire, cùng với những danh sĩ Leibnitz, Montesquieu, Rousseau, Wolff... Tình bạn của nhà vua và Voltaire nổi tiếng trên toàn thế giới, cả vị vua quyết đoán và nhà văn tài hoa đều ca ngợi nhau. Trong thời kỳ của chủ nghĩa Khai sáng chuyên chế, chiến tranh thường xảy ra. Mọi nước châu Âu đều nhanh chóng làm kiệt quệ nguồn tài nguyên hiếm hoi của mình, do đó một quốc gia bé nhỏ có thể giành thắng lợi nếu chống chịu được. Quốc vương Friedrich II Đại Đế, sau khi đánh bại Áo trong hai cuộc chiến tranh Silesia (1740 - 1745), đánh bại liên quân Áo - Pháp - Nga - Thụy Điển trong cuộc Chiến tranh Bảy năm. Friedrich Nicolai - người xuất bản lừng danh nhất của trào lưu Khai sáng ở kinh đô Berlin, đã ca ngợi những chiến công hiển hách của nhà vua, và thể hiện lòng yêu nước. Tấm gương sáng của vị minh quân Friedrich II Đại Đế được Hoàng đế nước Áo là Joseph II và vua nước Thụy Điển là Gustav III noi theo, nhưng họ không có thiên tài xuất sắc như ông, và rồi thất bại. Nhà triết học Helvetius cũng ca ngợi các vị minh quân thời đó, và được nhà vua vời đến kinh thành Berlin vào năm 1764.

### Cách mạng Pháp
Nhà chính trị học Pháp Alexis de Tocqueville cho rằng không thể tránh khỏi Cách mạng Pháp trong cuộc xung đột giữa vua Pháp và giới tri thức Khai sáng. Quá trình tập quyền đã tiêu huỷ quyền lực chính trị của quý tộc và giai cấp tư sản, hai nhóm bắt đầu nghe theo chủ trương bình đẳng của Phong trào Khai sáng, chống lại toàn quyền của chế độ vua chúa.

## Tôn giáo

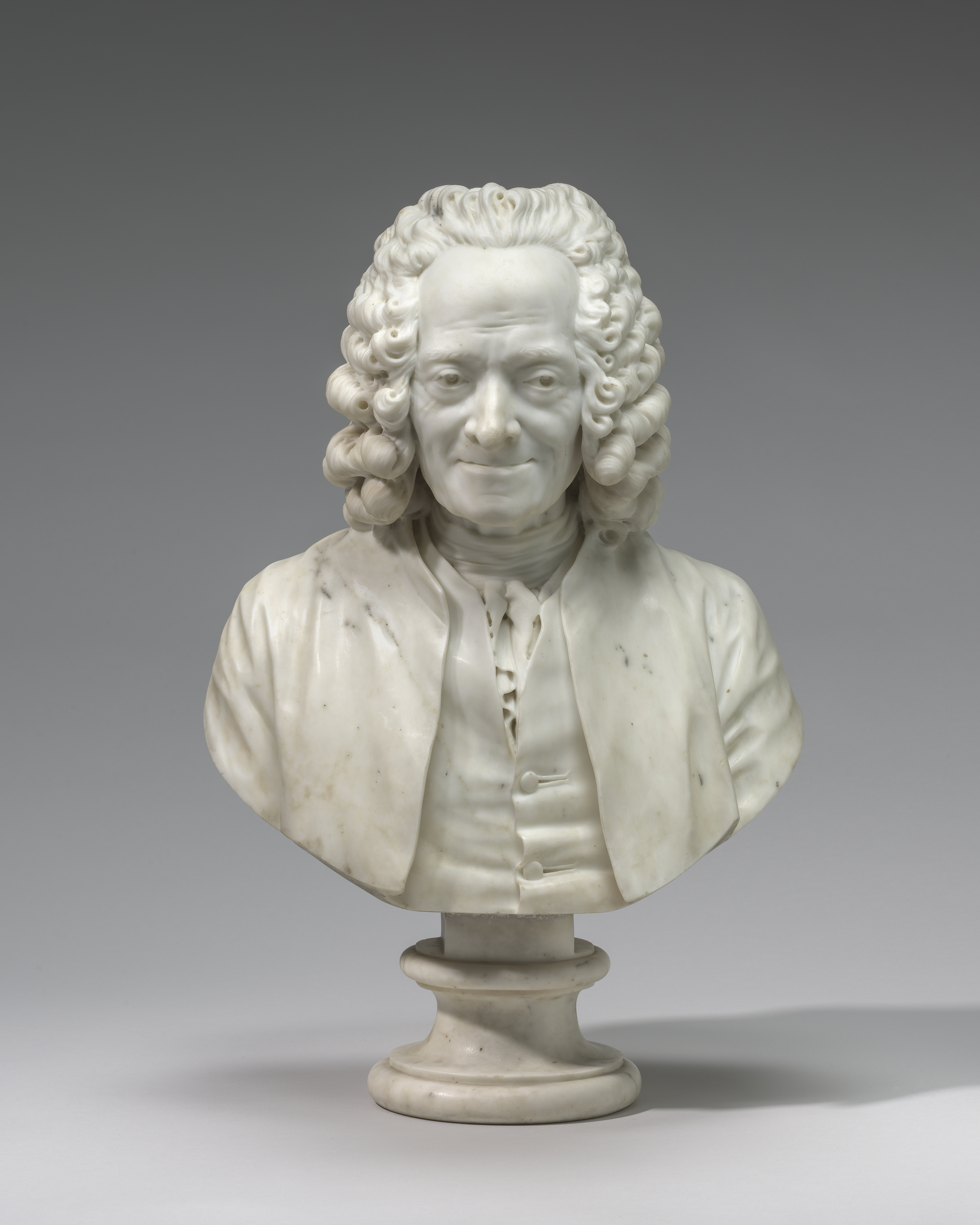
Nhà triết học Pháp Voltaire ủng hộ khoan dung ngoại giáo, nói rằng "Chẳng cần phải có học vấn hay tài ăn nói giỏi giang để chứng minh Kitô hữu nên dung thứ nhau. Tuy nhiên, tôi đi tới một bước nữa: chúng ta nên đối đãi nhau như anh em. Sao? Thằng Thổ mà là anh em của ta ư? Thằng Tàu mà là anh em của ta ư? Thằng Do Thái ư? Thằng Xiêm La ư? Đúng vậy, chắc chắn là vậy; chẳng phải chúng ta đều là con cái của cùng người cha và sinh vật của cùng Tạo hoá ư?"

Giới thần học Khai sáng biết rõ các xung đột tôn giáo thế kỷ trước ở châu Âu, nhất là Chiến tranh 30 năm, muốn bài trừ khía cạnh hiếu chiến của đạo và phòng ngừa xung đột tôn giáo tràn sang chính trường chiến trường, nhưng vẫn giữ đúng đức tin. Kitô hữu ôn hoà chủ trương lấy chỉ Kinh Thánh làm gốc. Ví dụ: John Locke chỉ "vô tư xem xét" Kinh Thánh, bỏ qua văn chương thần học. Ông kết luận bản chất của Kitô giáo là lòng tin vào Chúa Cứu thế và khuyên tránh tranh luận chi tiết hơn. Thomas Jefferson thậm chí lược bất cứ đoạn nào về phép màu, thiên sứ viếng thăm, và Chúa Giê-su sống lại để chiết quy tắc đạo đức thực dụng của Tân Ước.
Giới triết học Khai sáng cố gắng hạn chế ảnh hưởng chính trị của tôn giáo có tổ chức, ngăn chiến tranh tôn giáo khác bùng cháy. Spinoza quyết chia riêng chính trị và tôn giáo, Moses Mendelssohn thì chủ trương không trao quyền lực chính trị cho bất cứ tôn giáo có tổ chức nào, mỗi người có quyền tin bất cứ điều gì. Hai người nhận xét, một tôn giáo chủ trương tin vào Chúa và các đức tính mỗi người sẵn có trên lý thuyết chẳng cần phải cưỡng bách tín đồ tin theo. Cả Mendelssohn lẫn Spinoza đều cho rằng tôn giáo hơn kém nhau ở hành vi của tín đồ, chứ không ở lý thuyết thần học.
Phong trào Khai sáng đề xướng một số ý tưởng mới lạ về tôn giáo, bao gồm thuyết thần tự nhiên và thuyết vô thần. Nhà triết học Mỹ Thomas Paine định nghĩa thuyết thần tự nhiên đơn giản là lấy lý trí tin vào tạo hoá, không dùng Kinh Thánh hay bất cứ quyển sách thần kỳ nào khác, được rất nhiều nhà tư tưởng bấy giờ tán thành. Thuyết vô thần nhiều người thảo luận nhiều, nhưng ít người ủng hộ. Wilson và Reill trỏ ra: "Trên thực tế, có rất ít tri thức Khai sáng chủ trương thuyết vô thần, mặc dù cũng tri thức đó chỉ trích Kitô giáo. Họ thay thế tôn giáo chính thống bằng sự hoài nghi, thuyết thần tự nhiên, thuyết hoạt lực hay có lẽ thuyết phiếm thần". Nhà triết học Pháp Pierre Bayle cho rằng người vô thần có thể sống có đạo đức, vượt ra ngoài tư lợi để giữ gìn xã hội. Nhiều nhà triết học khác phản đối. Voltaire xét, người vô thần không thừa nhận chúa trời hay pháp luật thần thánh, sẽ không sợ bị trừng phạt sau khi chết, cho nên sẽ chẳng ngại gây loạn xã hội. Locke đồng ý, nếu không có thượng đế hay luật thánh thì mỗi người "sẽ lấy ý chí làm pháp luật, lấy nguyện vọng làm kim chỉ nam. Hắn trở thành vị thần của chính hắn, chỉ còn sự vừa ý làm khuôn thước và mục đích hành động".

### Phân lập nhà nước và tôn giáo
Phong trào Khai sáng đề xướng phân lập nhà nước và tôn giáo, thường cho là sáng kiến của Locke. Theo thuyết khế ước xã hội, mỗi người đều vốn có tự do tư tưởng theo lý trí, chính phủ hay người khác không được kiểm soát, phải bảo vệ.
Khoan dung ngoại giáo, tự do tư tưởng, khế ước xã hội ảnh hưởng mạnh các thuộc địa Mỹ và Hiến pháp Hoa Kỳ. Thomas Jefferson chịu ảnh hưởng của John Locke, Francis Bacon, và Isaac Newton, chủ trương xây "bức tường ngăn cách chính phủ và tôn giáo" ở cấp liên bang. Trước đây, ông ủng hộ việc tước bỏ địa vị chính thức của Giáo hội Anh ở Virginia.

## Cách truyền bá tư tưởng

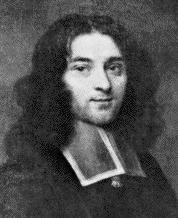
Nhà triết học Pháp Pierre Bayle

### Cộng hoà Học thuật
Năm 1664, Bayle đặt ra cụm từ "Cộng hoà Học thuật" trên tờ tạp chí Nouvelles de la Republique des Lettres ("Tin tức Cộng hoà Học thuật") của ông. Cuối thế kỷ 18, viên biên tập của tờ khảo sát văn học Histoire de la République des Lettres en France ("Lịch sử Cộng hoà Học thuật Pháp") định nghĩa Cộng hoà Học thuật như sau:
Giữa các chính phủ sắp đặt vận mạng của dân; trong lòng của thật nhiều nước, phần lớn bạo ngược... có một cõi chi phối chỉ trí óc... chúng ta tôn xưng là Cộng hoà, bởi nó giữ gìn một chút độc lập và không thể không cho tự do. Đó là cõi tài năng và tư tưởng.

Cộng hoà Học thuật là đứa trẻ của Phong trào Khai sáng: một cộng đồng bình đẳng dựa trên kiến thức, có thể vượt ra ngoài biên giới giữa các nước và cạnh tranh với chính quyền, chủ trương "cùng thảo luận các vấn đề về tôn giáo pháp luật". Thành viên của Cộng hoà Học thuật như Diderot và Voltaire thường được công nhận là nhân vật lớn của Phong trào Khai sáng; có thể xem nhóm biên soạn quyển Encyclopédie ("Từ điển trăm ngành") do Diderot chủ biên là mẫu mực của "nước cộng hoà".

### Ngành xuất bản sách
Phong trào Khai sáng tăng nhu cầu đọc mọi loại sách vở trong xã hội. Trước đó, cuộc Cách mạng Công nghiệp cải tiến sản xuất, vừa tăng sản lượng vừa giảm chi phí, làm cho sách, tờ rơi, báo, và tạp chí được dễ in ấn hơn. Buôn bán mở mang, số dân gia tăng, cùng đô thị hoá cũng tăng nhu cầu kiến thức. Ngay cả tầng lớp hạ lưu cũng bắt đầu đòi sách vở để đọc. Ở Pháp, tuy rất khó đo tỷ lệ biết chữ, số người biết chữ tăng gấp đôi trong suốt thế kỷ 18. Số lượng sách về khoa học nghệ thuật được xuất bản ở Paris tăng gấp đôi từ năm 1720 đến năm 1780, sách về tôn giáo thì giảm xuống chỉ còn một phần mười tổng số, phản ánh tôn giáo ngày càng suy kém.
Cách đọc sách thay đổi lớn vào thế kỷ 18. Cho đến năm 1750, mọi người đọc "hẹp", tức là chỉ có ít sách để đọc nhiều lần, thường trong nhóm nhỏ. Sau năm 1750, mọi người bắt đầu đọc "rộng", tìm càng nhiều sách càng tốt để đọc một mình. Một lý do là số người biết chữ ngày càng tăng, nhất là phụ nữ, không cần phải nghe người khác đọc, có thể tự hiểu.
Phần lớn công chúng không có tiền mua sách vở làm thư viện riêng. Thế kỷ 17 và 18, chính phủ các nước mở "thư viện phổ thông" cho người dân. Tuy nhiên, có những cách lấy sách vở khác. Ví dụ: Bibliothèque Bleue ("Sách lam") là loại sách giá rẻ được xuất bản ở Troyes, Pháp, có niên giám, truyện tình thời trung cổ, và tiểu thuyết nổi tiếng được cô gọn, bán cho dân nông thôn và người không thạo chữ. Tầng lớp trung lưu và thượng lưu có thể đọc sách vở mà không cần phải mua ở nhiều nơi. Thư viện bắt đầu cho mượn sách lấy giá rẻ, đôi khi hiệu sách cũng cho khách hàng mượn. Các quán cà phê thường cung cấp sách, tạp chí, có lúc cả tiểu thuyết nổi tiếng cho khách. Ở Luân Đôn, nói tới văn hoá đọc cà phê là nói tới hai tờ tạp chí Tatler và The Spectator, thường thấy đọc và xuất bản ở nhiều quán trong thành phố. Quán cà phê thường làm ba hay đến cả bốn việc cùng lúc: là nơi lấy, đọc, thảo luận, và xuất bản sách.

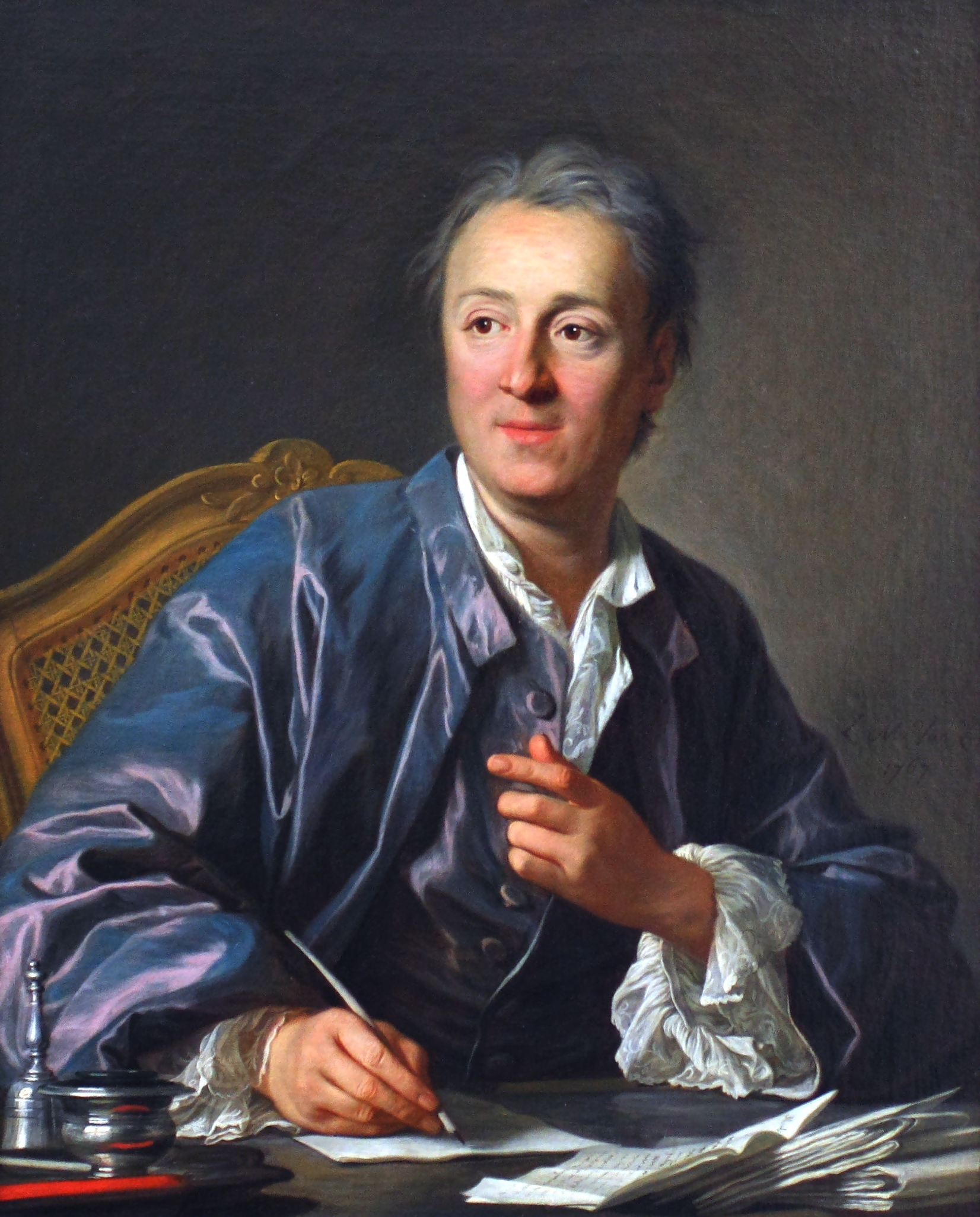
Denis Diderot nổi tiếng là chủ biên tập của quyển Encyclopédie

Trên khắp lục địa châu Âu, nhất là ở Pháp, ngành buôn bán xuất bản sách phải lánh kiểm duyệt. Ví dụ: quyển Encyclopédie xém bị tịch thu, Malesherbes là người đứng đầu cơ quan kiểm duyệt Pháp phải bước vào cứu. Nhiều công ty xuất bản đặt ở bên ngoài Pháp để lánh bị phạt, buôn lậu sách vở qua biên giới cho những người bán sách ngầm hoặc những người bán rong nhỏ. Sách chính trị là thể loại phổ biến nhất, chủ yếu là sách phỉ báng và sách mỏng. Thứ hai là "sách phổ thông", không có chủ đề và trái ý chính quyền. Tuy có nhu cầu cao, dòng tác phẩm này không được công nhận là một phần của quy điển văn chương, phần lớn bị quên đi.
Châu Âu có ngành xuất bản đúng luật, song vẫn có lúc các nhà xuất bản và người bán sách lâu đời làm trái pháp luật. Ví dụ: mặc dù bị cả Vua Pháp lẫn Giáo hoàng Clêmentê XII lên án, quyển Encyclopédie vẫn được in nhờ Malesherbes uốn cong luật kiểm duyệt của Pháp. Nhiều tác phẩm chẳng bị bất cứ rắc rối pháp luật nào. Các thư viện ở Anh, Đức và Bắc Mỹ cho thấy hơn 70% sách được mượn là tiểu thuyết, ít hơn 1% về tôn giáo.

### Tự nhiên học

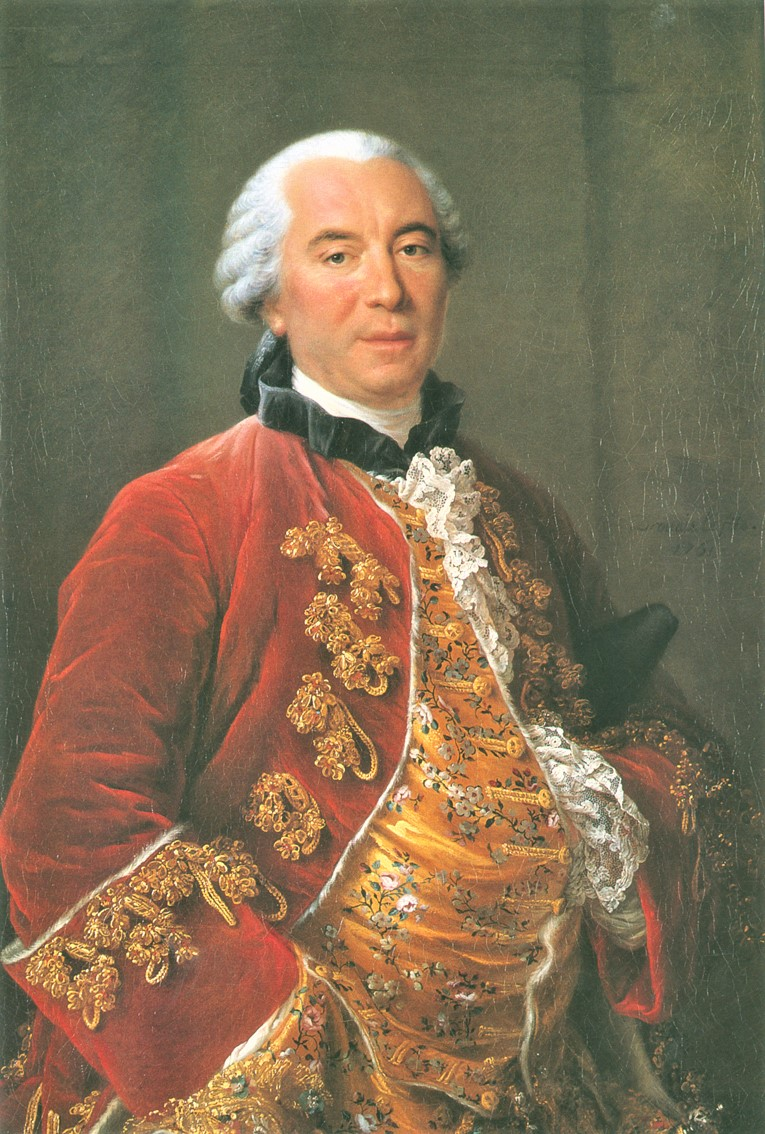
Georges Buffon để lại pho Histoire naturelle ("Tự nhiên học") là bộ từ điển trăm ngành bao gồm 44 cuốn mô tả thế giới thiên nhiên

Văn chương khoa học rất được coi trọng trong thời kỳ Khai sáng, nhất là tự nhiên học, ngày càng phổ cập trong giới thượng lưu. Bên ngoài Pháp, tự nhiên học là một phần quan trọng của ngành y học, thực vật học, động vật học, khí tượng, thủy văn học, và khoáng vật học. Sinh viên học các môn này để ra trường vào những ngành nghề phong phú như y học và thần học. Matthew Daniel Eddy nhận xét, tự nhiên học là môn học rất trung lưu, nơi các ngành có thể trao đổi nhiều ý tưởng khoa học.
Tự nhiên học nhắm tới giới văn nhã Pháp, đáp ứng lòng ham muốn học rộng. Tuy nhiên, cũng thường mang màu sắc chính trị. Emma Spary nhận định, cách phân loại của giới tự nhiên học "bao vây cả tự nhiên lẫn xã hội... không chỉ xác định tự nhiên là lĩnh vực riêng của nhà tự nhiên học, mà còn tuyên bố tự nhiên là chủ của xã hội". Khiếu thẩm mỹ (le goût) trở thành cách phân biệt địa vị xã hội: để thực sự có thể phân loại tự nhiên, phải có đúng khiếu thẩm mỹ, là thành viên của giới văn nhã thì sẽ sở hữu. Tự nhiên học vừa truyền bá tiến bộ khoa học bấy giờ, vừa đặt nền móng mới cho giai cấp cầm đầu; nay, nhà tự nhiên học có thể dùng khoa học chủ trương thuyết xã hội.

### Tạp chí khoa học và văn học

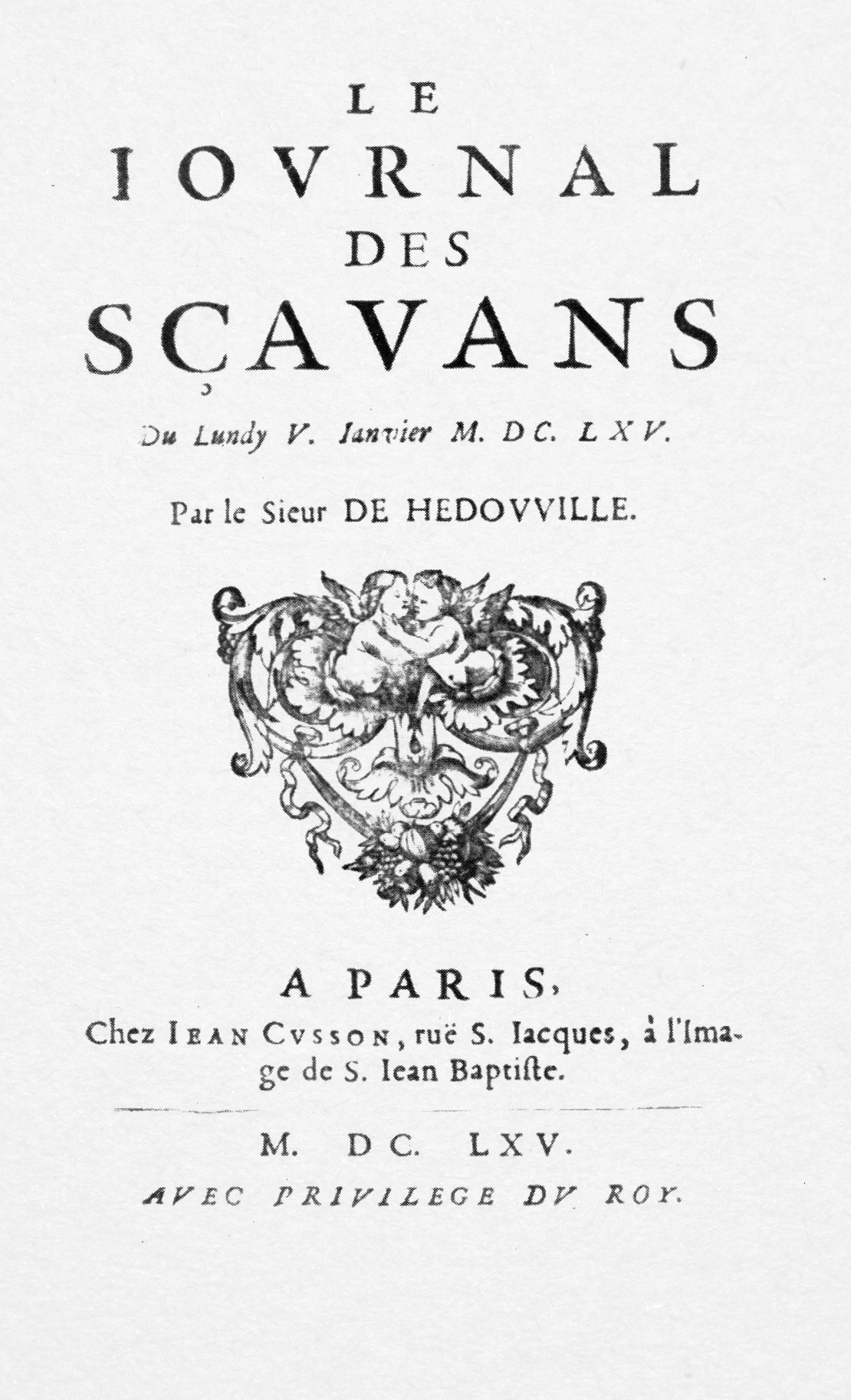
Journal des sçavans là tờ tạp chí học thuật thứ nhất ở châu Âu

Phong trào Khai sáng sáng tạo tạp chí khoa học văn học. Năm 1665, tờ tạp chí học thuật thứ nhất Journal des Sçavans ("Tạp chí bác học") xuất bản ở Paris, bắt đầu được phổ cập từ năm 1682. Các tờ tạp chí chủ yếu được viết bằng tiếng Pháp và tiếng Latinh, nhưng cũng có nhu cầu sách vở tiếng Đức và tiếng Hà Lan. Ấn phẩm tiếng Anh thường ít đọc ở các nước châu Âu lục địa, các tác phẩm tiếng Pháp thì cũng ít đọc ở Anh. Trên thị trường quốc tế, các tiếng có ít sức ảnh hưởng như tiếng Đan Mạch, Tây Ban Nha, và Bồ Đào Nha khó được lòng người đọc, nhà xuất bản phải thường xuyên dùng tiếng nước ngoài, Pháp ngữ trở thành tiếng chung của giới học thuật, dần dần chiếm chỗ của tiếng Latinh. Ngành xuất bản ở Hà Lan xuất bản phần lớn các tờ tạp chí bằng tiếng Pháp, được ưu thế.
Jonathan Israel khen các tờ tạp chí là tiến bộ có ảnh hưởng nhất của văn hóa tri thức châu Âu, làm suy yếu chế độ lâu đời, thúc đẩy các lý tưởng "khai sáng" như khoan dung và sự nhận định vô tư, dùng khoa học lý trí để ngầm bác bỏ các quan niệm bấy giờ về chân lý bị vua chúa, toà án, và tôn giáo thao túng. Cũng giúp khai sáng Kitô giáo, chủ trương Kinh Thánh và khoa học tự nhiên không trái nhau.

### Phổ cập khoa học
Phong trào Khai sáng phổ cập khoa học, một trong những tiến bộ quan trọng nhất, đúng theo lý tưởng "truyền bá kiến thức tới mọi người". Dân thoát khỏi đói nghèo nhờ có nhiều đồ ăn hơn trước, ngày càng biết chữ, có tiền dư để học khoa học nghệ thuật, ngành in ấn mở rộng, kiến thức khoa học ngày càng được phổ cập. Thế kỷ 18, các khoá giảng công khai và sách vở phổ thông tạo dịp kiếm tiền tài danh vọng cho giới nghiệp dư khoa học ở bên ngoài các trường đại học, học viện. Những tác phẩm khoa học cấp cao giải thích một cách dễ hiểu cho người có học vấn thấp. Ví dụ: quyển Philosophiae Naturalis Principia Mathematica ("Nguyên lý toán học của thiên nhiên") của Isaac Newton nguyên văn viết bằng tiếng Latinh, không học kinh điển thì không hiểu được, nhưng nhờ các nhà văn thời Khai sáng phiên dịch phân tích bằng tiếng bản xứ, được dễ đọc.

### Trường đại học
Nhiều trường đại học hàng đầu ủng hộ Phong trào Khai sáng nằm ở Bắc Âu, nổi tiếng nhất là các trường ở Leiden, Göttingen, Halle, Montpellier, Uppsala, và Edinburgh, làm nên những giáo sư có ảnh hưởng lớn các thuộc địa Bắc Mỹ của Anh, nhất là Edinburgh. Khoa học tự nhiên thì trường y của Edinburgh cũng đi đầu trong ngành hoá học, giải phẫu, và dược học. Ở những vùng miền khác, trường đại học là đài pháo thủ cựu, chống Khai sáng, trừ trường y ở Montpellier, Pháp ra.

### Học viện

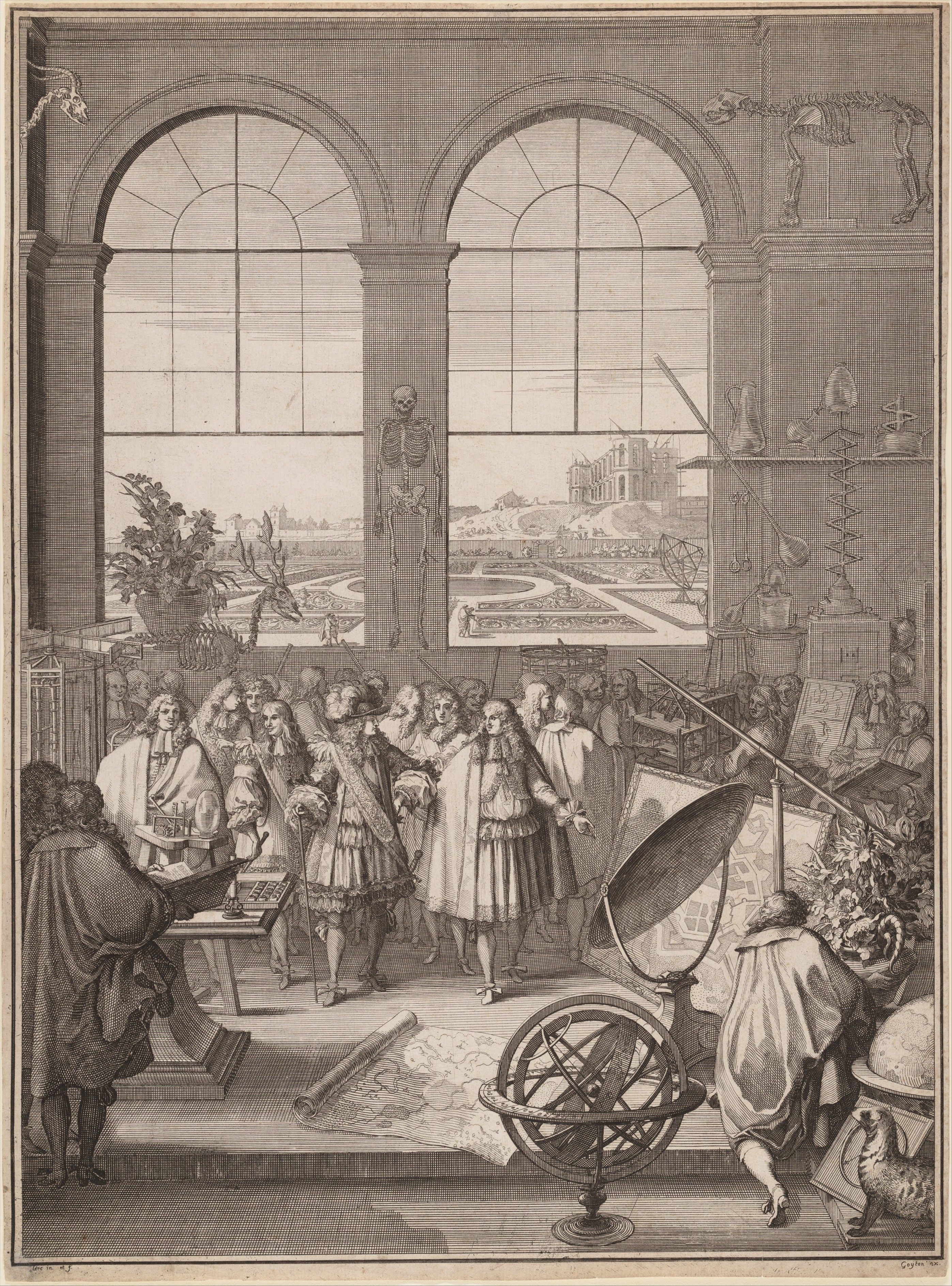
Louis XIV thăm Viện Khoa học Pháp vào năm 1671: "Mọi người cùng đồng ý rằng 'khoa học hiện đại' sinh ra châu Âu vào thế kỷ 17, đưa ra cách nhìn thế giới tự nhiên mới" — Peter Barrett

Năm 1635, Vua Louis XIV thành lập Viện Khoa học Pháp ở Paris để giúp tổ chức các ngành học mới và đào tạo các nhà khoa học, cũng góp phần nâng cao địa vị xã hội của nhà khoa học, nay là "công dân có ích nhất". Các viện sĩ tự nhận là "người giải thích khoa học cho nhân dân". Ví dụ: cố gắng bác bỏ thuật thúc ngủ, là thuyết khoa học giả phổ biến bấy giờ.

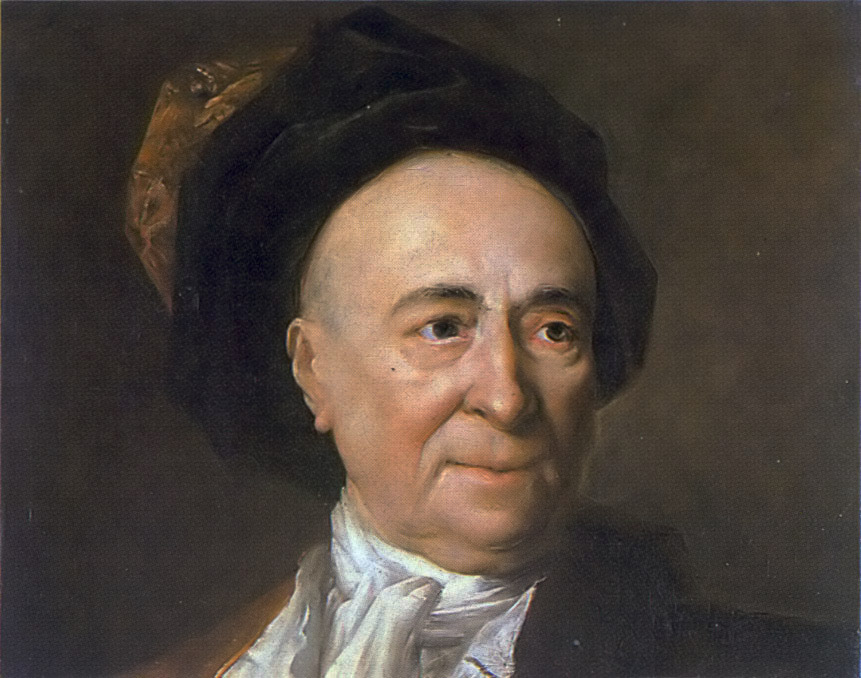
Bernard de Fontenelle

Viện Khoa học Pháp mở các cuộc concours académiques ("thi học thuật") trên khắp nước, có thể là hoạt động công khai nhất trong thời kỳ Khai sáng. Cuộc thi bắt nguồn từ thời Trung cổ, đề thi thường là tôn giáo hay chế độ quân chủ, thí sinh viết luận, làm thơ, và vẽ tranh. Khoảng năm 1725, đề thi được mở rộng và đa dạng hoá hoàn toàn, có "bảo hoàng, triết học, và các thể chế chính trị xã hội của Chế độ cũ". Cũng có các chủ đề gây tranh cãi như lý thuyết của Newton và Descartes, ngành buôn bán nô lệ, giáo dục đàn bà, và công lý Pháp.

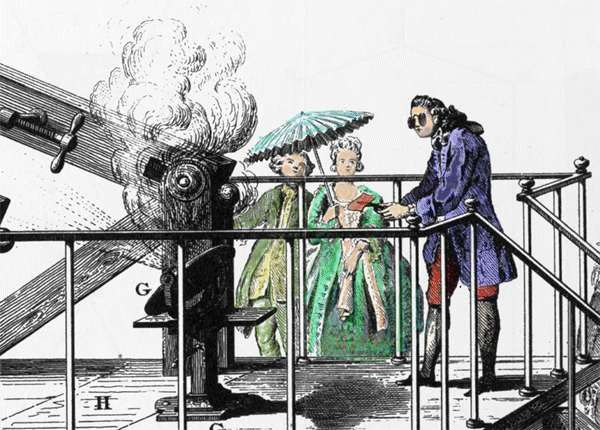
Antoine Lavoisier tiến hành cuộc thử nghiệm về sự cháy do ánh sáng mặt trời tập trung gây ra

Ai cũng được đi thi và không điền tên tuổi, để cho cả giới tính lẫn cấp bậc xã hội không ảnh hưởng các giám khảo. Đúng thật "phần lớn" các thí sinh thuộc về các tầng lớp giàu có trong xã hội, song vẫn có một số thí sinh thuộc tầng lớp bình dân nộp luận và thậm chí thắng cuộc thi. Nhiều phụ nữ dự thi và chiến thắng; tổng số 2.300 cuộc thi được tổ chức ở Pháp thì phụ nữ giành được 49 giải, có lẽ thấp so với tiêu chuẩn hiện nay, nhưng bấy giờ có ý nghĩa rất lớn vì hầu hết không được đào tạo học thuật. Phần lớn các bài đoạt giải là thơ, được đặt nặng trong khoá trình của phụ nữ.
Ở Anh, Hội Hoàng gia Luân Đôn giúp truyền bá tư tưởng Khai sáng. Hiệp hội phổ biến triết học thực nghiệm của Robert Boyle tới khắp châu Âu và đóng vai sở trao đổi tri thức. Phương pháp của Boyle lấy thử nghiệm làm nền móng của kiến thức và các cuộc thử nghiệm phải có người chứng kiến. Chứng kiến phải là "hành động tập thể", cho nên thường dùng các phòng họp của Hội Hoàng gia làm chỗ tổ chức các cuộc thử nghiệm khá công khai. Tuy nhiên, không phải bất cứ người nào cũng tin dùng: "Giáo sư Oxford được coi là đáng tin cậy hơn nông dân Oxfordshire". Có hai yếu tố quyết định mức đáng tin cậy: kiến thức chuyên môn và "phẩm cách", tức là chỉ giới phong nhã mới đúng tiêu chuẩn của Boyle.

### Hội tranh luận
Hội tranh luận trong thời kỳ Khai sáng bắt nguồn từ:
- Các câu lạc bộ từ 50 đàn ông trở lên vào đầu thế kỷ 18, họp ở quán rượu để thảo luận các vấn đề tôn giáo và nhà nước.
- Các câu lạc bộ thảo luận sinh viên luật thành lập để tập hùng biện.
- Các câu lạc bộ để giúp diễn viên tập diễn.[139]

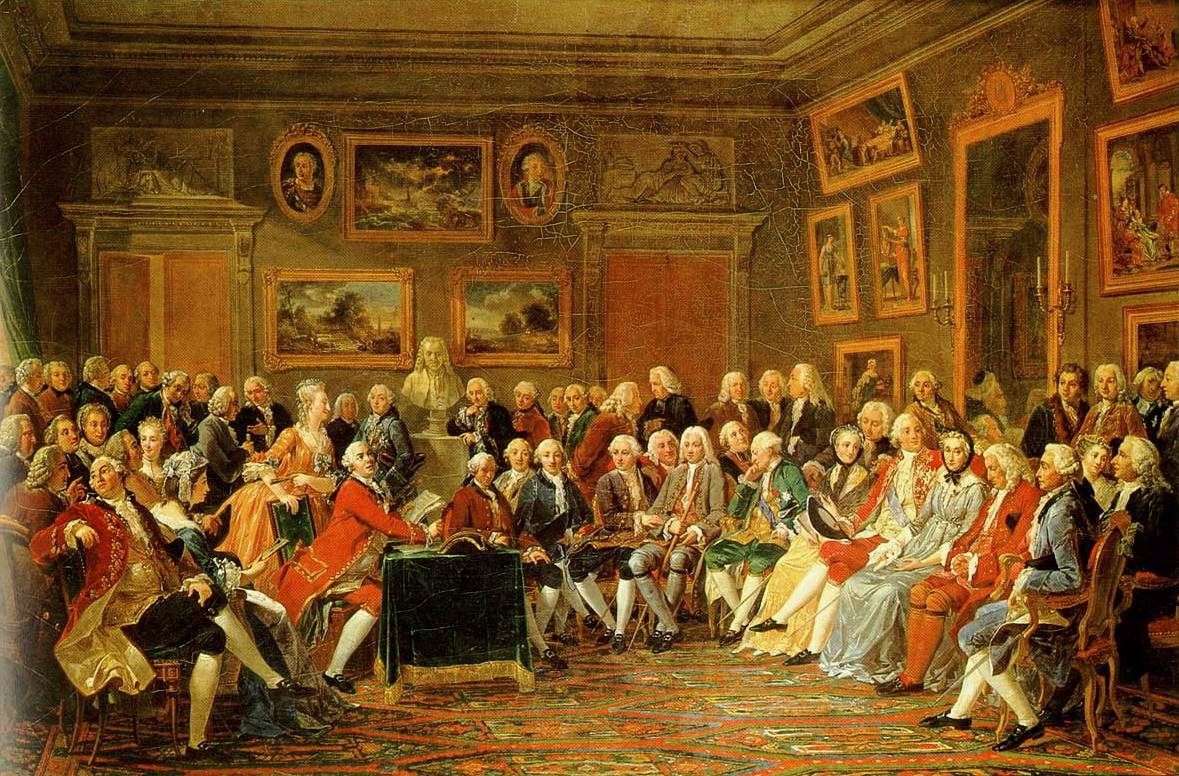
Một cuộc họp văn nghệ sĩ Pháp

Các hội tranh luận có rất nhiều chủ đề. Trước Phong trào Khai sáng, hầu hết tranh luận về Công giáo, thuyết Luther, thuyết Calvin hay Anh giáo để quyết định "lẽ thật và quyền lực từ Đức Chúa Trời" thuộc về nhóm nào. Sau, mọi thứ được truyền lại từ đời trước đều bị ngờ vực và thường phải nhường chỗ cho các khái niệm mới dựa trên lý trí triết học. Nửa sau thế kỷ 17 và thế kỷ 18, tranh luận tôn giáo bị giáng xuống, "cạnh tranh ngày càng leo thang giữa đức tin và sự hoài nghi" được thăng lên.
Ngoài tôn giáo ra, các hội cũng thảo luận chính trị và vai trò của phụ nữ. Chủ đề dễ chỉ trích không hẳn gây đối lập chính phủ; kết quả tranh luận thường ủng hộ giữ nguyên tình hình đang có. Một trong những điểm riêng quan trọng nhất của hội tranh luận là ai cũng được xem miễn là có tiền trả phí vào cửa, phụ nữ thậm chí tham gia tranh luận ở gần như mọi hội. Bầu không khí xã giao bình đẳng của các hội tranh luận giúp truyền bá tư tưởng Khai sáng.

### Hội Tam điểm

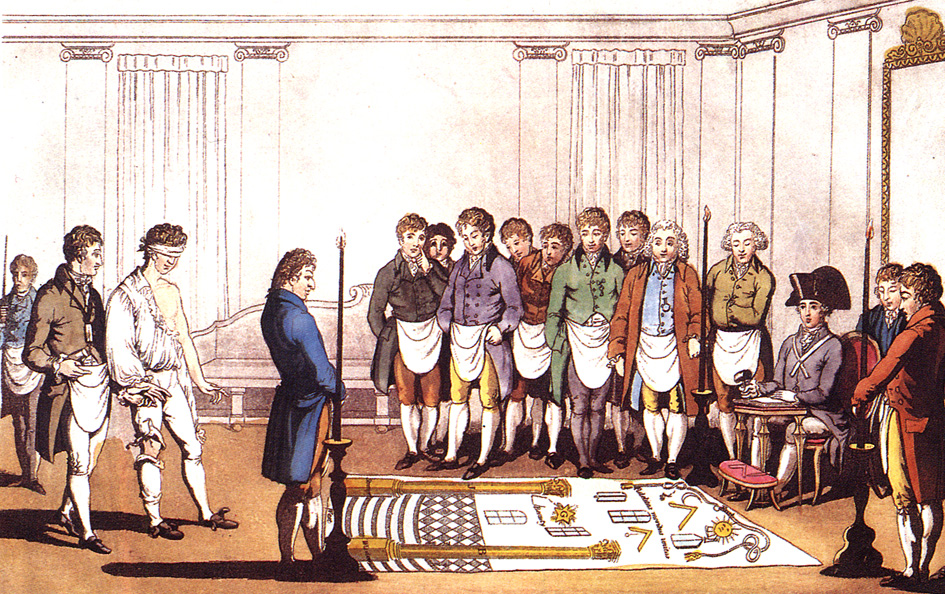
Lễ kết nạp Hội Tam điểm

Giới sử học vẫn tranh luận về ảnh hưởng của Hội Tam điểm trong thời kỳ Khai sáng. Các lãnh tụ của Phong trào Khai sáng có những hội viên như Diderot, Montesquieu, Voltaire, Lessing, Pope, Horace Walpole, Ngài Robert Walpole, Mozart, Goethe, Đại đế Frederick, Benjamin Franklin, và George Washington. Norman Davies cho rằng Hội Tam điểm là lực lượng ủng hộ tự do mạnh mẽ ở châu Âu từ khoảng năm 1700 đến thế kỷ 20, nhanh chóng mở nhiều chi nhánh trong Thời đại Khai sáng ở hầu hết các nước, thu hút nhất là quý tộc và những nhà chính trị có quyền lực, cùng với những tri thức, nghệ sĩ, và nhà hoạt động chính trị.
Thời đại Khai sáng, Hội Tam điểm là mạng lưới giữa các nước bao gồm những người cùng chí hướng, thường họp kín theo nghi lễ ở chi nhánh, thúc đẩy các lý tưởng Khai sáng và giúp truyền bá trên khắp Anh, Pháp, và những nơi khác. Hội Tam điểm rất đông hội viên ở Pháp: năm 1789, có lẽ có tới 100.000 hội viên, tức là hiệp hội phổ biến nhất của Phong trào Khai sáng. Hội Tam điểm thích kín đáo và tạo ra các cấp bậc, nghi lễ mới. Những hội bắt chước Hội Tam điểm nổi lên ở Pháp, Đức, Thụy Điển, và Nga. Ví dụ: Illuminati được thành lập ở Bavaria vào năm 1776, phỏng theo Hội Tam điểm, nhưng không được công nhận là một phần của phong trào vì là nhóm chính trị công khai.
Các hội viên trên khắp châu Âu đều liên kết rõ ràng với Phong trào Khai sáng. Ví dụ: ở các chi nhánh tại Pháp, hội viên phải nói "Để được khai sáng, tôi tìm người khai sáng" trong lễ kết nạp. Các chi nhánh ở Anh tự nhận nhiệm vụ "mở trí người bế tắc", không hẳn là bác bỏ tôn giáo, nhưng cũng có lúc bước vào dị giáo. Trên thực tế, nhiều chi nhánh tôn sùng Kiến trúc sư vĩ đại, là tiếng Tam điểm trỏ vị thần tự nhiên tạo ra vũ trụ theo khoa học.
Nhà sử học người Đức Reinhart Koselleck quả quyết: "Trên lục địa châu Âu có hai tổ chức xã hội chi phối Phong trào Khai sáng: Cộng hoà Học thuật và Hội Tam điểm". Giáo sư người Scotland Thomas Munck cho rằng "tuy có thúc đẩy liên lạc trong xã hội và giữa các nước bên ngoài tôn giáo, hợp với các giá trị khai sáng, khó có thể gọi Hội Tam điểm là mạng lưới cải cách hay cấp tiến lớn đúng nghĩa". Nhiều giá trị của Hội Tam điểm thu hút dường như rất nhiều nhà tư tưởng Khai sáng. Diderot cho rằng Hội Tam điểm có thể là phương tiện truyền bá chủ trương Khai sáng. Nhà sử học Margaret Jacob đặt nặng Hội Tam điểm gián tiếp gây ra tư tưởng chính trị khai sáng. Mặt xấu thì Daniel Roche bác bỏ luận điểm Hội Tam điểm ủng hộ bình đẳng, cho rằng các hội viên đều là đàn ông có địa vị xã hội ngang nhau.
Đối thủ chính của Hội Tam điểm là Giáo hội Công giáo. Ở các nước đông giáo dân như Pháp, Ý, Tây Ban Nha, và Mexico, phần lớn các cuộc chiến chính trị dữ dội nổ ra giữa Giáo hội và Hội Tam điểm. Các hội viên không lúc nào cũng tâm ý giống nhau, ngay ở Pháp. Giới sử học Hoa Kỳ thừa nhận Benjamin Franklin và George Washington hoạt động hăng hái trong Hội Tam điểm, nhưng xem Hội Tam điểm không giúp nhiều gây ra Cách mạng Mỹ, bởi Hội Tam điểm không tham gia chính trị và bao gồm cả hội viên Cách mạng lẫn hội viên thân Anh.

### Khảo sát
- Becker, Carl L. The Heavenly City of the Eighteenth-Century Philosophers. (1932), a famous short classic
- Bronner, Stephen. The Great Divide: The Enlightenment and its Critics (1995)
- Chisick, Harvey. Historical Dictionary of the Enlightenment (2005)
- Delon, Michel. Encyclopædia of the Enlightenment (2001) 1480 pp.
- Dupré, Louis. The Enlightenment and the Intellectual Foundations of Modern Culture (2004)
- Gay, Peter. The Enlightenment: The Rise of Modern Paganism (1966, 2nd ed. 1995), 592 pp. excerpt and text search vol 1.
- Gay, Peter. The Enlightenment: The Science of Freedom (1969, 2nd ed. 1995), a highly influential study excerpt and text search vol 2;
- Greensides F., Hyland P., Gomez O. (ed.). The Enlightenment (2002)
- Fitzpatrick, Martin et al., eds. The Enlightenment World (2004). 714 pp. 39 essays by scholars
- Hampson, Norman. The Enlightenment (1981) online
- Hazard, Paul. European Thought in the 18th Century: From Montesquieu to Lessing (1965)
- Hesmyr, Atle. From Enlightenment to Romanticism in 18th Century Europe (2018)
- Himmelfarb, Gertrude. The Roads to Modernity: The British, French, and American Enlightenments (2004) excerpt and text search
- Jacob, Margaret. Enlightenment: A Brief History with Documents 2000
- Kors, Alan Charles. Encyclopædia of the Enlightenment (4 vol. 1990; 2nd ed. 2003), 1984 pp. excerpt and text search
- Lehner, Ulrich L. The Catholic Enlightenment (2016)
- Lehner, Ulrich L. Women, Catholicism and Enlightenment (2017)
- Munck, Thomas. Enlightenment: A Comparative Social History, 1721–1794 (1994)
- Outram, Dorinda. The Enlightenment (1995) 157 pp. excerpt and text search; also online
- Outram, Dorinda. Panorama of the Enlightenment (2006), emphasis on Germany; heavily illustrated
- Porter, Roy (2001), The Enlightenment (ấn bản thứ 2), ISBN 978-0-333-94505-6
- Reill, Peter Hanns, and Wilson, Ellen Judy. Encyclopædia of the Enlightenment. (2nd ed. 2004). 670 pp.
- Sarmant, Thierry (2012). Histoire de Paris: Politique, urbanisme, civilisation. Editions Jean-Paul Gisserot. ISBN 978-2-7558-0330-3.
- Warman, Caroline; và đồng nghiệp (2016), Warman, Caroline (biên tập), Tolerance: The Beacon of the Enlightenment, Open Book Publishers, doi:10.11647/OBP.0088, ISBN 978-1-78374-203-5
- Yolton, John W. et al. The Blackwell Companion to the Enlightenment. (1992). 581 pp.

### Nghiên cứu chuyên khoa
- Aldridge, A. Owen (ed.). The Ibero-American Enlightenment (1971).
- Artz, Frederick B. The Enlightenment in France (1998) online
- Brewer, Daniel. The Enlightenment Past: Reconstructing 18th-Century French Thought (2008)
- Broadie, Alexander. The Scottish Enlightenment: The Historical Age of the Historical Nation (2007)
- Broadie, Alexander. The Cambridge Companion to the Scottish Enlightenment (2003) excerpt and text search
- Bronner, Stephen. Reclaiming the Enlightenment: Toward a Politics of Radical Engagement, 2004
- Brown, Stuart, ed. British Philosophy in the Age of Enlightenment (2002)
- Buchan, James. Crowded with Genius: The Scottish Enlightenment: Edinburgh's Moment of the Mind (2004) excerpt and text search
- Campbell, R.S. and Skinner, A.S., (eds.) The Origins and Nature of the Scottish Enlightenment, Edinburgh, 1982
- Cassirer, Ernst. The Philosophy of the Enlightenment. 1955. a highly influential study by a neoKantian philosopher excerpt and text search
- Chartier, Roger. The Cultural Origins of the French Revolution. Translated by Lydia G. Cochrane. Duke University Press, 1991.
- Europe in the age of enlightenment and revolution. New York: The Metropolitan Museum of Art. 1989. ISBN 978-0-87099-451-7.
- Edelstein, Dan. The Enlightenment: A Genealogy (University of Chicago Press; 2010) 209 pp.
- Golinski, Jan (2011). "Science in the Enlightenment, Revisited". History of Science. Quyển 49 số 2. tr. 217–31. Bibcode:2011HisSc..49..217G. doi:10.1177/007327531104900204. S2CID 142886527.
- Goodman, Dena. The Republic of Letters: A Cultural History of the French Enlightenment. (1994).
- Hesse, Carla. The Other Enlightenment: How French Women Became Modern. Princeton: Princeton University Press, 2001.
- Hankins, Thomas L. Science and the Enlightenment (1985).
- May, Henry F. The Enlightenment in America. 1976. 419 pp.
- Porter, Roy. The Creation of the Modern World: The Untold Story of the British Enlightenment. 2000. 608 pp. excerpt and text search
- Redkop, Benjamin. The Enlightenment and Community, 1999
- Reid-Maroney, Nina. Philadelphia's Enlightenment, 1740–1800: Kingdom of Christ, Empire of Reason. 2001. 199 pp.
- Schmidt, James (2003). "Inventing the Enlightenment: Anti-Jacobins, British Hegelians, and the 'Oxford English Dictionary'". Journal of the History of Ideas. Quyển 64 số 3. tr. 421–43. JSTOR 3654234.
- Sorkin, David. The Religious Enlightenment: Protestants, Jews, and Catholics from London to Vienna (2008)
- Staloff, Darren. Hamilton, Adams, Jefferson: The Politics of Enlightenment and the American Founding. 2005. 419 pp. excerpt and text search
- Till, Nicholas. Mozart and the Enlightenment: Truth, Virtue, and Beauty in Mozart's Operas. 1993. 384 pp.
- Tunstall, Kate E. Blindness and Enlightenment. An Essay. With a new translation of Diderot's Letter on the Blind (Continuum, 2011)
- Venturi, Franco. Utopia and Reform in the Enlightenment. George Macaulay Trevelyan Lecture, (1971)
- Venturi, Franco. Italy and the Enlightenment: studies in a cosmopolitan century (1972) online
- Wills, Garry. Cincinnatus: George Washington and the Enlightenment (1984) online
- Winterer, Caroline. American Enlightenments: Pursuing Happiness in the Age of Reason (New Haven: Yale University Press, 2016)
- Navarro i Soriano, Ferran (2019). Harca, harca, harca! Músiques per a la recreació històrica de la Guerra de Successió (1794–1715). Editorial DENES. ISBN 978-84-16473-45-8.